# Castillo de Himeji
|  |

Watchizu Google Map
Ubicación del castillo.
El castillo de Himeji (姫路城 Himeji-jō?) es un castillo japonés localizado en la ciudad costera de Himeji en la prefectura de Hyōgo (antiguo distrito de Shikito en la provincia de Harima), a unos 47 km al oeste de Kōbe. Es una de las estructuras más antiguas del Japón medieval que aún sobrevive en buenas condiciones; fue designado como Patrimonio de la Humanidad por la Unesco en 1993, también es un sitio histórico especial de Japón y un Tesoro Nacional. Junto con el castillo de Matsumoto y el castillo de Kumamoto, es uno de los "Tres Famosos Castillos" de Japón, y es el más visitado del país. Se le conoce a veces con el nombre de Hakuro-jō o Shirasagi-jō ("La garza blanca") debido al color blanco brillante de su exterior.
El castillo aparece frecuentemente en la televisión japonesa como escenario de películas y series de ficción, debido a que el castillo Edo en Tokiono posee actualmente una torre principal similar a la que tiene el castillo de Himeji. Es un punto de referencia muy usado dentro de la ciudad de Himeji, ya que al estar emplazado sobre una colina, puede ser visto desde gran parte de la ciudad.

## Contexto

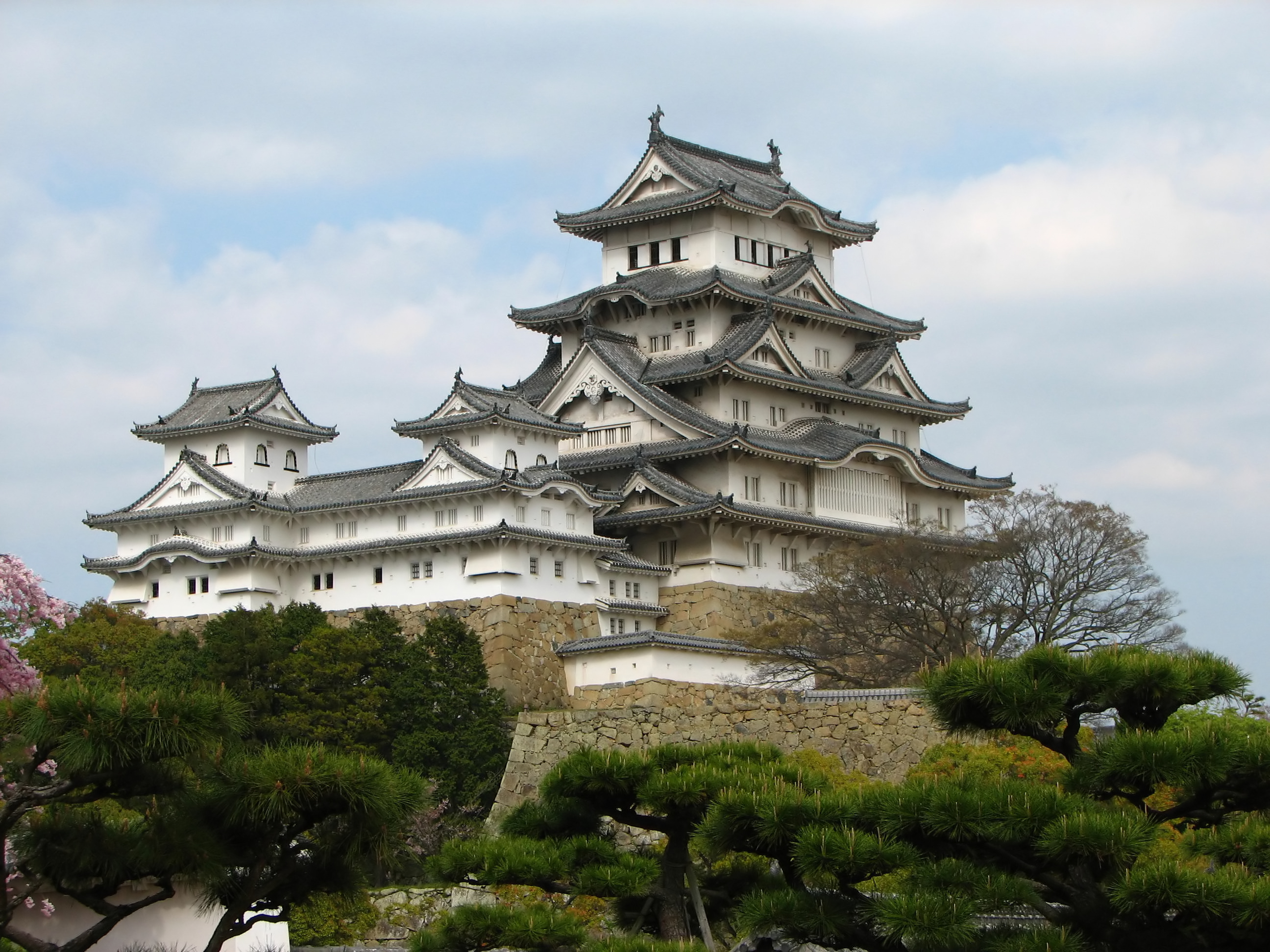
Castillo de Himeji, Himeji, Prefectura de Hyogo, Japón.

El castillo de Himeji se ubica en la zona norte de la ciudad de Himeji, construido sobre los montes Himeyama y Sagiyama, y es una de las pocas zonas que existen en Japón cuyo ambiente está fuertemente asociado con el período feudal.
La historia del castillo se remonta a la Edad Media, cuando el clan Akamatsu edificó un castillo en el monte Himeyama (aunque existen diferentes opiniones). A finales del período Sengoku se convirtió en un castillo del daimyō Toyotomi Hideyoshi y luego durante el período Edo fue la sede del gobierno feudal del dominio de Himeji, en un principio por el clan Ikeda, después por los fudai daimyō de los clanes Honda y Sakai. En la era Meiji fue convertido en un cuartel del Ejército Imperial Japonés, siendo ocupado por el 10.º Regimiento de Infantería. Durante ese período se consideró demoler el castillo pero se presionó a que se mantuviera este y otros con el financiamiento del gobierno. Durante la Guerra del Pacífico bombas incendiarias cayeron sobre el piso superior de la torre principal (tenshukaku), pero estas no explotaron, resultando en un milagro que mantuvo al castillo intacto durante el incidente.
Actualmente al castillo está formado por su torre principal (天守 tenshu?), que se compone de la torre mayor (大天守 daitenshu?), la torre menor (小天守 shōtenshu?) y sus ocho watariyagura (渡櫓?), que en conjunto son un Tesoro Nacional de Japón (国宝 kokuhō?). Adicionalmente hay unas 74 estructuras (yagura (櫓?), 27 watariyagura, 15 puertas (門 mon?) y 32 murallas (塀 hei?)) que han sido designadas como Propiedades Culturales Importantes de Japón (重要文化財 jūyō bunkazai?). También en 1993 la Unesco designó el conjunto como Patrimonio de la Humanidad. Dado que la torre principal del castillo se construyó anterior al período Edo y aún existe, forma parte del grupo de doce torres de castillos genson tenshu (現存天守?), junto con las torres de los castillos Bitchū Matsuyama, Hikone, Hirosaki, Inuyama, Kōchi, Marugame, Maruoka, Matsue, Matsumoto, Matsuyama y Uwajima. Adicionalmente, la torre principal es considerada como uno de los cuatro castillos-tesoros nacionales (国宝四城 kokuhō shijō?), haciendo referencia a su condición de Tesoro Nacional y que comparte con los castillos Matsumoto, Hikone e Inuyama.
El lugar se ha convertido en un escenario de series jidaigeki (drama histórico) y películas situados en los períodos Sengoku y Edo debido a su ambiente, y ha servido como imagen de referencia a dichas épocas.

## Etimología y nombres
La colina en donde se sitúa la torre principal se llama Himeyama y en la que se sitúa el Nishi-no-maru es llamada Sagiyama. Al monte Himeyama (姫山?) antiguamente se le conocía como la colina de Himeji (日女路の丘 Himeji no oka?), nombre que fue tomado del Harima no kuni fudoki (播磨国風土記?), un registro oficial (fudoki) de la provincia de Harima hecho a comienzos del período Nara, que tiene escrito la primera referencia a la colina como Himeji-oka (日女道丘?) y de ahí el nombre Himeji ha permanecido para la zona que circunda dicha colina. En el Himeyama es común ver florecer árboles de cerezo sakura, por lo que el monte era conocido también como Sakuragiyama (桜木山?), y de este nombre evolucionó a Sagiyama (鷺山?   lit. "monte de la garza").
Sobre el nombre popular Hakuro-jō (白鷺城?   lit. "la garza blanca") que toma el castillo de Himeji, existen varias teorías:
- Por el nombre de la colina Sagiyama, que se encuentra en el castillo;[5]
- Por el yeso blanco que cubre las paredes del castillo y que le dan su belleza;
- Por las garzas (entre ellas las blancas) que viven en la zona;
- Para hacer un contraste con el castillo de Okayama que es conocido como U-jō (烏城?   lit. "castillo del cuervo") y que tiene paredes oscuras.

También el castillo es conocido como Shirasagi-jō (白鷺城?), que se escribe con los mismos kanji de Hakuro-jō, pero usando una lectura alternativa. El cantante de enka Hideo Murata escribió una canción llamada Shirasagi no shiro (白鷺の城?), refiriéndose al castillo usando la lectura on'yomi.
Otros nombres especiales que ha recibido el castillo son:
- Shusse-jō (出世城?   lit. "castillo prominente"): El nombre lo tomó por ser un castillo del daimyō Toyotomi Hideyoshi y que obtuvo una posición prominentemente estratégica;[6]
- Fusen no shiro (不戦の城?   lit. "castillo anti-guerra"): Lo recibió por su intrincada defensa que la hizo incapaz de que el enemigo exterior pudiera ejecutar un combate.

## Historia

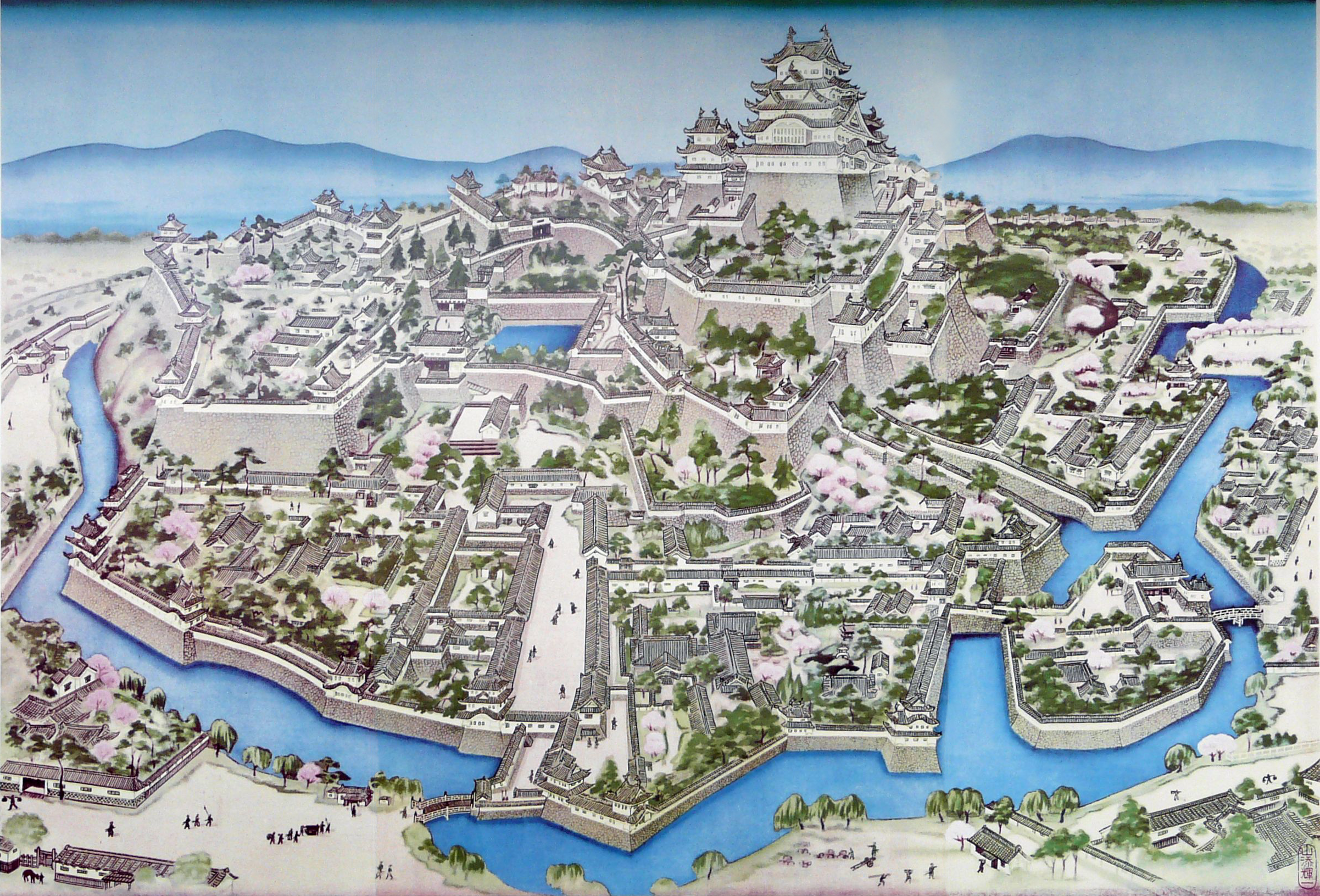
Pintura antigua que muestra el sistema de laberintos del castillo, destacándose la torre central sobre el monte Himeyama.

Las fortificaciones del castillo Himeji se remontan a la era Nanbokuchō, específicamente en 1346, cuando Akamatsu Sadanori ordenó su construcción; esta historia es aceptada generalmente por la ciudad de Himeji y por el libro Himeji-jōshi (姫路城史?   "Historia del castillo Himeji"). Durante el mandato del clan Akamatsu dicha fortificación era muy pequeña para ser considerada como "castillo", sin embargo, en el siglo XVI Kuroda Shigetaka hizo una fortificación a modo de castillo con el fin de proteger la llanura de Harima, aunque esta opinión es debatida.
Himeji estaba en un punto estratégico del curso superior del camino San'yōdō, por lo que el clan Kuroda y Toyotomi Hideyoshi se convirtieron en señores feudales de la zona. En el período Edo, durante el régimen de Ikeda Terumasa, se construyó la torre principal. Tanto Terumasa como sus descendientes fueron considerados como shinpan daimyō, o daimyō emparentados con el shogunato Tokugawa y obtuvieron una posición hereditaria como fudai daimyō, o daimyō de alta categoría, gobernando el castillo y zonas aledañas. Posteriormente, el mandato del castillo fue pasado a los tozama daimyō, "rivales" del shogunato Tokugawa, manteniéndose hasta el final del período.

### Período Muromachi y Azuchi-Momoyama
La historia del castillo se remonta a la era Nanbokuchō, cuando Akamatsu Norimura del clan Akamatsu, fue nombrado shugo de la provincia de Harima en 1336 al apoyar la caída de la Restauración Kenmu y el ascenso del shogunato Ashikaga. Norimura era un budista devoto y construyó el templo Shōmyō (Shōmyō-ji) en la base del monte Himeyama. Cuando fue sucedido por su segundo hijo, Sadanori, este construyó una fortificación en la cima de la montaña hacia 1346. Este clan ocupó la edificación hasta su caída en 1441, cuando fueron derrotados en la Guerra de Kakitsu. El clan Yamana la ocupó brevemente hasta la Guerra de Ōnin (1467 - 1477) cuando fue debilitado por el clan Hosokawa, lo que provocó que el clan Akamatsu lograra reconquistar la fortificación.
En la primera mitad del siglo XVI se construyó muy cerca, en la zona de Himeji, el castillo Gochaku, el cual fue ocupado por el clan Kodera, clan tributario de los Akamatsu y que estaba generando una influencia mayor sobre la zona de la llanura de Harima. Por esa razón, Kuroda Shigetaka construyó un nuevo castillo sobre la cima del Himeyama. Shigetaka planeó expandir la capacidad de la fortaleza original, reconstruyendo el sitio y erigiendo un castillo, aprovechando la topografía del monte Himeyama.
Hasta 1573 el castillo fue ocupado por el clan Kuroda, quienes sobresalieron como comandantes del hijo de Shigetaka, Mototaka, y su nieto Yoshitaka. En 1576 el castillo fue ocupado por Toyotomi Hideyoshi, quien estaba bajo las órdenes de Oda Nobunaga. Yoshitaka decidió convertirse en un vasallo de Nobunaga, creando una consolidación del poder del clan Kuroda en la zona de Harima y Chūgoku, deshaciendo a los clanes Kodera y Mōri luego de varias batallas.
En 1580, Yoshitaka le propuso a Hideyoshi que convirtiera el castillo Himeji, que estaba deteriorado, en un "castillo del daimyō" (居城 kyojō?); Hideyoshi accedió y desde el cuarto mes de ese año hasta el tercer mes del año siguiente se hicieron cambios significativos al castillo, tomando al monte Himeyama como su centro, edificando una torre principal de tres plantas y diversas murallas de piedra, las cuales estaban en boga en ese período. Adicionalmente se creó al sur del castillo una ciudad feudal (城下町 jōkamachi?) a gran escala que rodearía al castillo, lo que convirtió a Himeji en el centro de la provincia de Harima. Justo al norte de Himeji se ubicaba el camino regional San'yōdō (山陽道?), que abarcaba la región sur de Chūgoku, convirtiendo a la ciudad feudal de Himeji en una parada obligatoria para los viajeros.
Para 1582, Hideyoshi se convirtió en líder tras la muerte de Nobunaga y la derrota de su asesino Akechi Mitsuhide en la batalla de Yamazaki, por lo que comenzó a escalar en el poder político en Japón. A raíz de esto, Hideyoshi se mudó al castillo Osaka en 1583, castillo que convertiría en la nueva base estratégica de su plan de unificación del país, dejando el cargo del castillo Himeji a su medio hermano Toyotomi Hidenaga, hasta que este se mudó al castillo Kōriyama de la provincia de Yamato en 1585. Desde ese entonces fue ocupado por Kinoshita Iesada, hermano de Nene, la esposa de Hideyoshi. Luego, en 1601, Iesada fue nombrado señor feudal del dominio de Ashimori en la provincia de Bitchū, llevándose 25.000 koku.
Tras la batalla de Sekigahara de finales del año 1600, Ikeda Terumasa recibió como recompensa a la fidelidad a Tokugawa Ieyasu, quien salió victorioso en el combate, el control del castillo y 520.000 koku (se convertiría en único gobernante de Harima). Así, en 1601 Terumasa comenzó un proyecto de ampliación al castillo durante ocho años, teniendo como administrador shogunal en la construcción al karō (asesor) del clan Ikeda, Igi Tadashige, y como jefe de carpintería a Sakurai Genbee. La cantidad de personas que trabajaron en las obras se estimó entre 40 y 50 mil personas.

### Período Edo

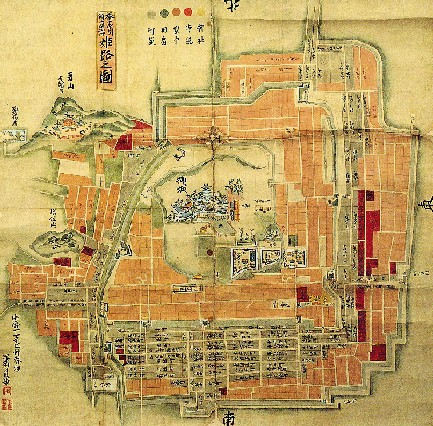
Plano del castillo fechado en 1761, con detalles de los caminos, secciones y su torre central.

En 1617 el liderazgo del clan Ikeda fue sucedido por Mitsumasa, pero al ser este muy joven fue trasladado al castillo Tottori en la provincia de Inaba. El cargo del castillo Himeji quedó en manos de Honda Tadamasa, proveniente del castillo Kuwana en la provincia de Ise, y recibió 150 mil koku. En 1618, se inauguró el Nishi-no-Maru (西の丸?) como tributo al matrimonio de Honda Tadatoki, hijo de Tadamasa, con Senhime. Con esta última adición, el complejo del castillo Himeji no sufrió más ampliaciones en su historia.
Durante el período Edo, Himeji estuvo a cargo de los shinpan daimyō, que eran los daimyō leales al clan Tokugawa; también estos daimyō tenían la categoría de fudai daimyō, o daimyō de altísima categoría. Así, la administración feudal de Himeji se rotó entre clanes pequeños que pertenecían a estas categorías: luego del clan Honda vino el clan Okudaira, el clan Echizen Matsudaira, el clan Sakakibara, nuevamente el clan Echizen Matsudaira, luego otra vez el clan Honda, nuevamente el clan Sakakibara y posteriormente el clan Echizen Matsudaira. En 1749 se rompió dicha rotación con el nombramiento del clan Sakai, proveniente del castillo Maebashi de la provincia de Kōzuke, que dio una estabilidad en la administración del feudo, sin embargo, los gastos de manutención del castillo se elevaron de manera crítica, usando el estipendio (kokudaka) del dominio de Himeji, valorado de 150 mil koku, por lo que el shogunato debió considerar en no nombrar más fudai daimyō para esta zona, ya que estaba ocasionando una presión en las finanzas de la región. A partir de ese momento las reparaciones que recibía el castillo comenzaron a ser menos frecuentes, aunque se hicieron unos cambios radicales dentro de la torre principal, con la puesta de vigas y pilares para sostener el peso de la torre, ya que según una canción popular, a la torre se le veía "inclinarse al este".
En el Bakumatsu, durante la batalla de Toba-Fushimi de enero de 1868, el señor del castillo, Sakai Tadatoshi, se alió con el shōgun Tokugawa Yoshinobu. El apoyar al shogunato desencadenó un acto de traición al emperador y al nuevo gobierno imperial que se estableció en ese mismo año, y en consecuencia una fuerza de 1.500 hombres de los dominios de Okayama y Tatsuno sitió el castillo, teniendo como líder de las fuerzas de Okayama a un descendiente de Ikeda Terumasa, Morimasa, quienes hicieron una serie de disparos al castillo con el fin de intimidar, pero estaban dispuestos a destruir el castillo si no había rendición. Sin embargo, de manera repentina un rico comerciante de la provincia de Settsu llamado Kitakaze Shōzō adquirió la propiedad del castillo por 150.000 ryō y, dado que durante el sitio el daimyō estaba ausente, los karō decidieron terminar la crisis capitulando con las fuerzas imperiales. De este modo, el castillo se salvó de una posible confrontación directa, aunque a partir de ese entonces el castillo ya no fue ocupado por el gobierno feudal.

### Era Meiji y Taishō
En 1871 se estableció la abolición del sistema han, edicto que disolvía los dominios o feudos, y en 1873 se estableció la Ley de Abandono de Castillos (全国城郭存廃ノ処分並兵営地等撰定方 zenkoku jōkaku sonpai no shobun narabi ni hiei chitō senteikata?), la cual permitía la destrucción de la mayoría de los castillos por considerarlos inoperantes.
El castillo Himeji fue puesto en subasta y adquirido por un vendedor de utensilios metálicos de la villa aledaña de Komeda, llamado Kanbe Seiichirō, por 23 yenes y 50 sen (cuyo valor actual oscila en los 100.000 yenes). Tuvo la idea de desmantelar las tejas y otras partes metálicas del castillo con el fin de revenderlos, pero el costo de desmantelarlas era muy alto, por lo que desistió e inclusive "abandonó" el castillo. Los terrenos siguieron siendo propiedad de la familia Kanbe hasta que en 1932 el hijo de Seiichirō, Seikichi, vendió la propiedad al Ministerio de Guerra.
Las ruinas del castillo fueron usadas en la era Meiji como un campamento ideal para el entrenamiento militar y fue un sitio estratégico para posicionar fuerzas del ejército. En 1874 se estableció el 10.º Regimiento de Infantería del Ejército Imperial Japonés, teniendo como sede la zona de Sen-no-maru dentro del castillo, no obstante, algunas estructuras dentro de San-no-maru tuvieron que ser demolidas. Adicionalmente, en 1882 hubo un incendio accidental provocado por el ejército que destruyó la zona de Bizen-no-maru. Hacia 1896 se ubicó al noroeste del castillo el 39.º Regimiento de Infantería del Ejército Imperial Japonés.
Aun cuando a comienzos de la era Meiji el gobierno buscó la destrucción de los castillos, no fue sino hasta alrededor de 1877 cuando cambió de posición e intentó la restauración de estos. La construcción y manutención de las estructuras estuvo a cargo del Ejército Imperial Japonés, a través del ingeniero y coronel Nakamura Shin'ichirō, a quien en 1878 Yamagata Aritomo le dio la orden de preservar los castillos Himeji y Nagoya, con la aprobación y reporte de los avances ante el daijō-kan. No obstante, el presupuesto recibido era una fracción de lo que se tenía planeado para restaurar de manera total el castillo y la cual se necesitaba de manera urgente, ya que la estructura presentaba un severo deterioro. Por eso, los ciudadanos de Himeji formaron una asociación para la preservación del castillo y pidieron la ayuda a miembros de la Cámara de Representantes de Japón que simpatizaban con la idea. En 1910 se destinaron 93.000 yenes del presupuesto nacional para ejecutar la llamada "gran restauración de Meiji" (明治の大修理 Meiji no daishūri?). Con esta restauración, fue corregida de manera definitiva la inclinación que tenía la torre principal.
A partir de 1912 el castillo fue abierto al público y en 1919 el Ministerio de Guerra hizo restauraciones significativas en el Nishi-no-maru. Posteriormente el 10.º Regimiento es trasladado a Okayama, pero el 39.º Regimiento se mantuvo en Himeji hasta el final de la Segunda Guerra Mundial.

### Era Shōwa y Heisei
En 1928 se designó al castillo como sitio histórico bajo la administración del Ministerio de Educación, Ciencia y Cultura (realmente, el control lo tenía la ciudad de Himeji). En enero de 1931 se designó tanto a las torres principales mayor y menor y otras ocho estructuras como Tesoros Nacionales, y luego en diciembre del mismo año se designaron otras 74 estructuras, entre watariyagura, puertas y murallas, como Tesoros Nacionales. Sin embargo, dichas estructuras que se conocían como Tesoros Nacionales, pasaron a ser "Antiguos Tesoros Nacionales" al entrar en vigor la Ley para la Protección de Propiedades Culturales (文化財保護法 Bunka zai hogohō?) de 1950, que las clasificó también como Propiedades Culturales Importantes.
El 20 de enero de 1934 se dio inicio a la "gran restauración de Shōwa" (昭和の大修理 Shōwa no daishūri?), aprovechando que los watariyagura del Nishi-no-maru habían sido destruidos luego de una lluvia torrencial. Entre 1935 y marzo de 1950 se realizó la primera reconstrucción general, usando una nueva técnica de desmantelar, reparar o reemplazar y luego re ensamblar las piezas de todas las edificaciones. No obstante, hacia 1944 se tuvo que suspender la restauración del castillo debido al estado de guerra que vivía Japón dentro de la Segunda Guerra Mundial.
Durante la guerra el castillo fue oscurecido en gran parte para evitar ser un objetivo de los bombarderos estadounidenses, ya que el castillo aún seguía teniendo tropas del 39.º Regimiento estacionados ahí. Pero el 3 de julio de 1945 los bombarderos llegaron a Himeji y se suscitó un gran bombardeo, dejando a gran parte de la ciudad de Himeji en cenizas. En la zona del castillo hubo un edificio escolar de secundaria que solo fue presa de las llamas, mientras que los incendios que causaron dos bombas que cayeron en Nishi-no-maru fueron controlados por los bomberos. Una bomba incendiaria cayó directamente en la torre principal, pero esta no explotó, salvándose la estructura. Al día siguiente, ver que la zona del castillo salió casi ilesa del ataque, causó regocijo y alegría a sus habitantes. El Castillo Himeji era un bien cultural muy importante para los japoneses y con el conflicto, muchas ciudades de Japón y Alemania estaban sufriendo bombardeos indiscriminados por parte de los Aliados, incluyendo la destrucción de edificios históricos, por lo que el castillo se había convertido en un objetivo. No obstante, los Aliados estaban siendo presionados por historiadores como Langdon Warner para que descartaran la destrucción de bienes culturales e históricos de los países que conformaban el Eje. De hecho, informes de los bombarderos Boeing B-29 Superfortress que sobrevolaron Himeji indicaron "dificultades" cuando lograron divisar al castillo, ya que consideraban que era un "edificio histórico".
Tras los bombardeos el castillo recibió una segunda reconstrucción general en 1950 y esta finalizó en marzo de 1956, aunque ya para 1955 todo el complejo, excepto la torre principal, había sido restaurado. No obstante, la restauración de la torre principal era muy costosa dentro de la reconstrucción general, por lo que en 1956 se decidió hacer una nueva reconstrucción que solo abarcara la torre principal. En dicha reconstrucción se hizo el desmantelamiento e instalación de nuevas piezas, así como se decidió hacer una investigación de campo en donde se prepararon numerosos documentos que ayudaron significativamente la composición de la estructura. Se dispuso que las bases de piedra de la torre fuesen reforzadas con hormigón, para que así soportaran el peso de la torre, y se descubrió que las bases originales databan de cuando Toyotomi Hideyoshi residía en el castillo.
También dentro de la torre principal se detectó que el pilar central oeste del castillo estaba muy deteriorado como para ser reutilizado, por lo que se decidió buscar inmediatamente un tronco nuevo que pudiese reemplazarlo. Se pensó inicialmente en usar ciprés japonés del Santuario Kasagata, en el pueblo de Ichikawa, distrito de Kanzaki, en la prefectura de Hyōgo, pero la curvatura de los troncos hizo que se suspendiera el plan. No fue hasta 1959 en donde se encontró un tronco de ciprés japonés óptimo en las montañas del pueblo de Tsukechi, distrito de Ena (hoy ciudad de Nakatsugawa), en la prefectura de Gifu. El tronco entero fue transportado por vías férreas forestales, y cuando se armó se le unieron con dos cipreses del Santuario Kasagata, porque realmente el pilar central oeste estaba compuesto por un pilar grande junto con otros dos pilares de sostén; el proceso de instalación del nuevo pilar se hizo en un espacio demasiado estrecho, por lo que se requirió de mucha precisión en este proceso.

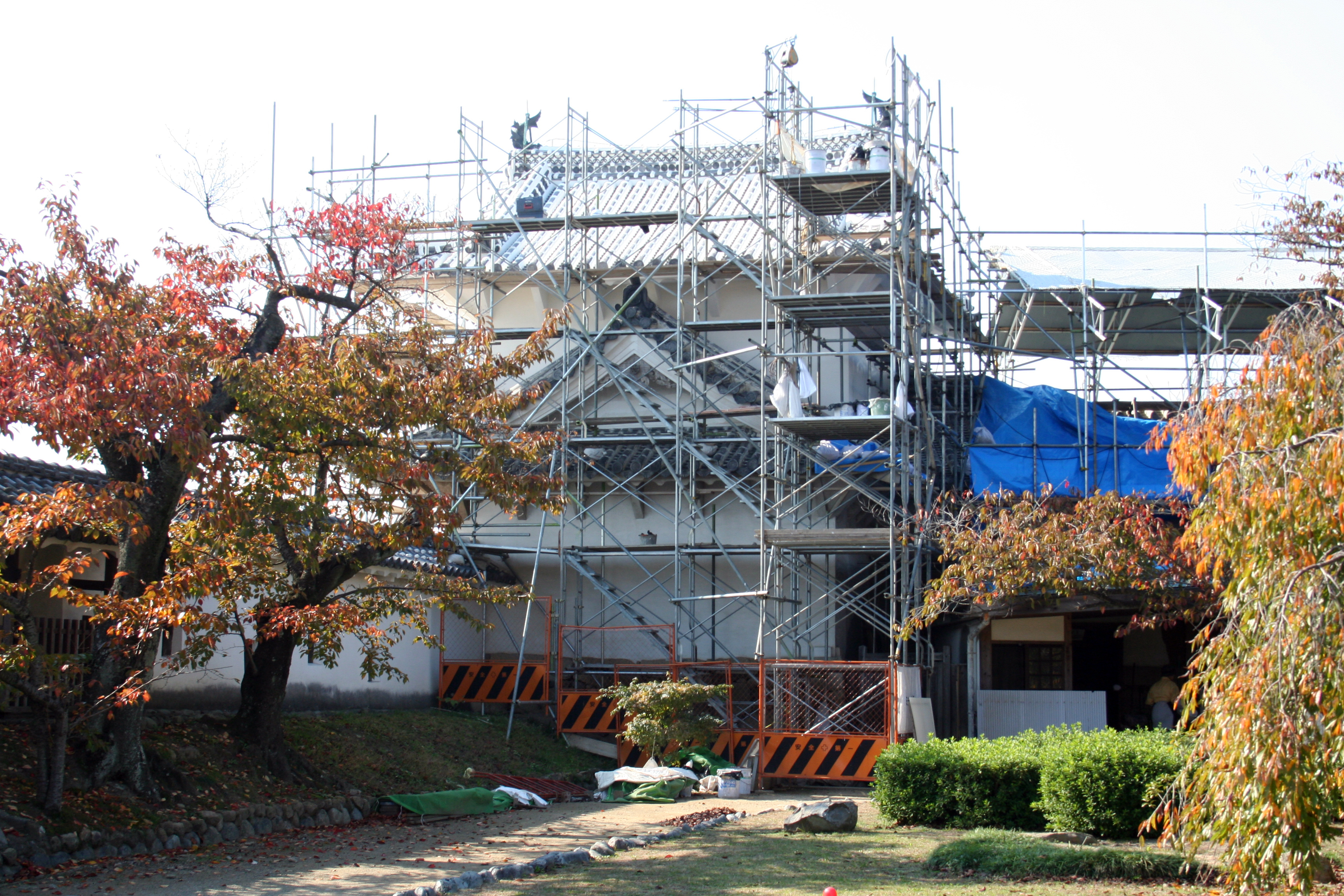
Restauración de la yagura wa en Nishi-no-maru (2009).

También en la reconstrucción de la torre principal se realizaron otros trabajos como reducir el peso de toda la estructura, se utilizaron materiales resistentes al fuego, tejas más livianas, y se acondicionó para que resistiera terremotos. Finalmente en 1964 se logró completar de manera definitiva la restauración de la torre principal, con un costo total de 530 millones de yenes. La suma total del gasto entre las restauraciones hechas antes y después de la Segunda Guerra Mundial totalizó mil millones de yenes (con los precios de 1964).
En 1993 fue nombrado Patrimonio de la Humanidad por la Unesco, el 6 de abril de 2006 apareció en la posición 59 de la lista de los 100 Castillos de Japón (日本100名城 Nihon hyakumei-jō?) por la Asociación de Fortalezas de Japón, y luego en marzo de 2009 fue incluido en la edición japonesa de la Guía Michelin como una de las mejores vistas del país.
En 2009 se dio inicio a la "reconstrucción de Heisei" (平成の修理 Heisei no shūri?), con motivo de los 50 años de la reconstrucción hecha en la era Shōwa aprovechando que luego de 45 años de no hacer restauraciones el mortero y la madera mostraban signos de deterioro, se enfatizó cambiar las tejas, repintar el castillo con mortero blanco y ajustar las estructuras antisísmicas. Esta reconstrucción se extenderá hasta el año 2014 y tendrá un costo estimado de 2800 millones de yenes.

## Forma y estructura

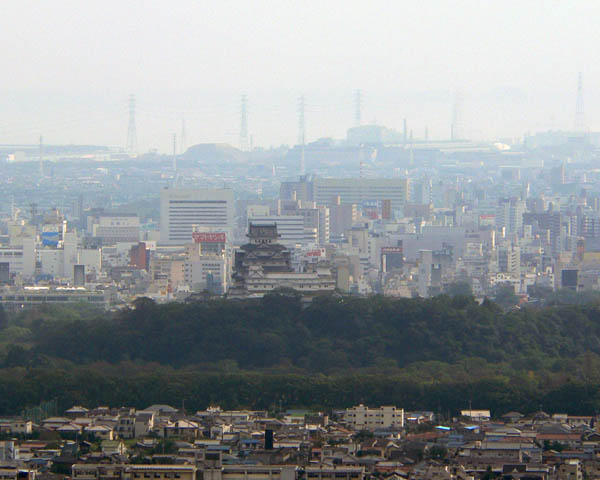
Vista del castillo desde el distrito norte de la ciudad de Himeji. Desde esta vista se puede ver el bosque virgen del monte Himeyama.

El castillo es un ejemplo ideal del prototipo de un castillo japonés, ya que posee muchas de las características defensivas y arquitectónicas asociadas con los castillos japoneses. Las altas fundaciones de piedra, paredes encubiertas de cal y la organización de los edificios dentro del complejo, son los elementos estándares de cualquier castillo japonés, y en el lugar también existen otras características del típico diseño, incluyendo emplazamientos de armas, hoyos para expulsar rocas, entre otros. La torre principal data de 1601.
Uno de los elementos defensivos más importantes del castillo Himeji es el confuso laberinto con diversos caminos que conducían a la torre principal. A diferencia de los castillos europeos, el castillo Himeji posee un complejo de puertas, muros y murallas muy organizados en su interior, y que tenían por objetivo confundir a las fuerzas invasoras y atacarlas de una manera más rápida y eficiente, debido a los intrincados caminos hacia la torre principal; aunque históricamente el castillo nunca fue atacado de esta manera y por ende el sistema nunca fue puesto a prueba.

### Demarcación
El castillo Himeji es un castillo japonés del tipo hirayamajiro (平山城?), es decir, que está situado sobre una colina rodeada por una llanura. El centro de la torre principal se sitúa sobre el norte del monte Himeyama, y a su alrededor se ubican algunas tierras altas. De estas tierras adyacentes se disponen tres kuruwa (曲輪?), o zonas que están rodeadas por murallas, dispuestas en forma de espiral en sentido contrario a las manecillas del reloj, demarcando los territorios usando el "estilo Teikaku" (梯郭式 teikaku-shiki?). La zona de la primera vuelta es llamada "kuruwa interior" (内曲輪 naikuruwa?), la de la segunda vuelta se le conoce como "kuruwa medio" (中曲輪 chūkuruwa?) y la de la tercera vuelta como "kuruwa exterior" (外曲輪 sotokuruwa?).
En la actualidad solamente el kuruwa interior es la única zona reconocible del castillo, ya que las zonas que abarcan los kuruwa medio y exterior fueron la ciudad feudal (城下町 jōkamachi?) que estaba a las afueras de la fortificación (en lo que ahora es parte de la ciudad moderna de Himeji). La extensión del kuruwa interior abarca unas 23 hectáreas, mientras que la extensión conjunta de los tres kuruwa se estima en unas 233 hectáreas.
Dentro del kuruwa interior se encuentran cinco estructuras importantes: Honmaru (本丸?), Ni-no-maru (二の丸?), San-no-maru (三の丸?), Nishi-no-maru (西の丸?) y Demaru (出丸?). También dentro del kuruwa existen el suikuruwa (水曲輪?), el koshikuruwa (腰曲輪?) y el obikuruwa (帯曲輪?), entre otros. Adicionalmente se ubican las puertas (門 mon?), las cuales son nombradas usando la ordenación alfabética del Iroha ("Puerta i", "Puerta ro", "Puerta ha", etc.). La zona de Nishi-no-maru es actualmente una plaza, mientras que una parte del Demaru es un zoológico. La fortificación principal data del mando de Ikeda Terumasa, que gobernó entre la batalla de Sekigahara y el sitio de Osaka, y fue diseñado principalmente para la defensa, pero mostrando a su vez vistosidad y elegancia, dando como resultado una estructura imponente en aquel momento.
Al norte del monte Himeyama se ubica el "bosque virgen del Himeyama" (姫山原生林?) que son los restos del bosque que existía antes de la construcción del castillo. Hay una creencia popular de que desde el Honmaru hay un pasadizo secreto que conduce al bosque, pero no hay rastros de este camino. Desde el San-no-maru hay un foso interno que se extiende debajo de las murallas del Nishi-no-maru. Al oeste del castillo se ubica el río Senba, y desde ahí se hizo un canal para transportar el agua hasta el castillo.

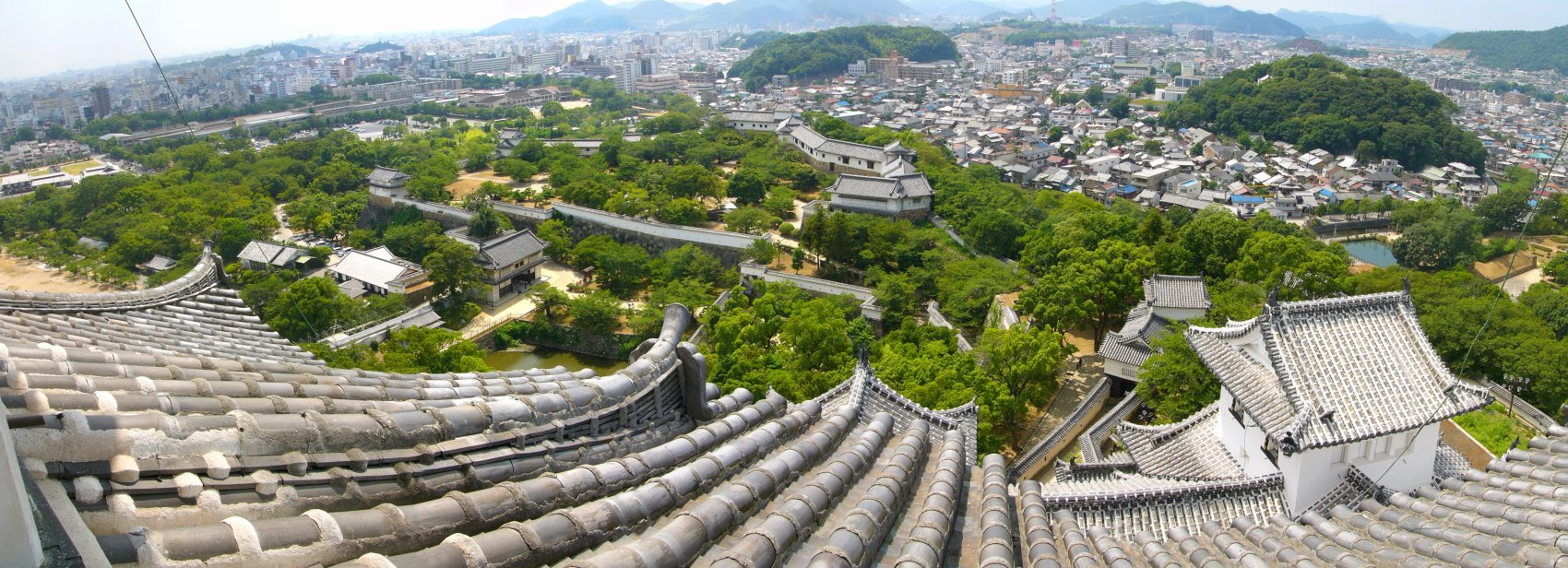
Vista desde la torre principal del castillo.

### Pasajes y puertas

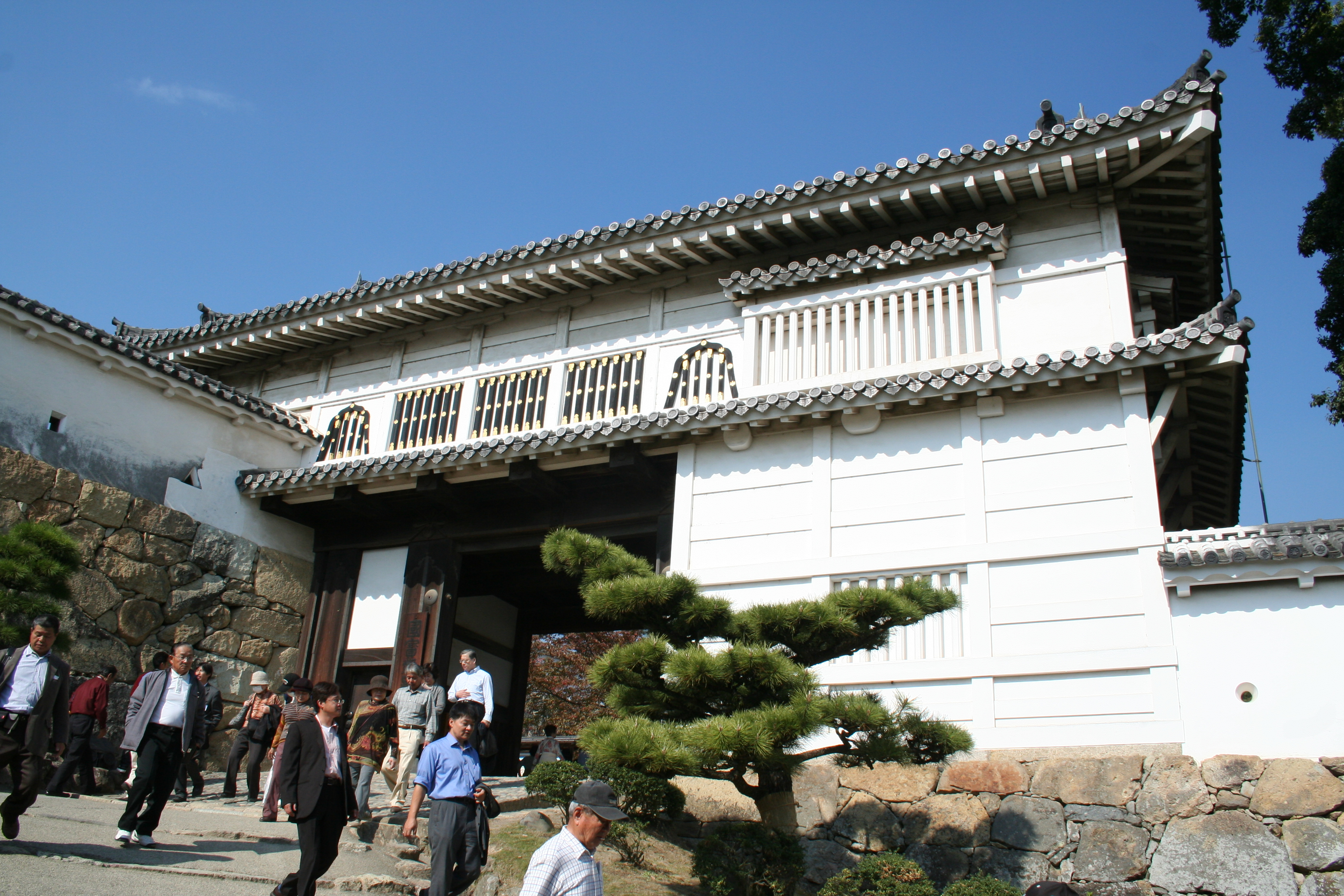
Hishi no mon.

El camino principal del castillo es un laberinto en zigzag que comienza de manera amplia pero que se estrecha al avanzar, haciendo muy difícil la llegada a la torre principal. Se cree que este diseño fue hecho durante la presencia de Toyotomi Hideyoshi en el castillo. De igual manera las puertas del castillo son estrechas, algunas inclusive permiten el paso de solo una persona a la vez. Las puertas fueron hechas con el fin de defender el complejo y en algunos pasos por dichas puertas se encuentran cuartos secretos dispuestos muy cerca, por lo que para el enemigo le representaba un desafío atravesar las puertas. Inclusive, dentro del laberinto hay caminos sin salida, con cuartos ocultos en las cercanías, con el fin de confundir el enemigo.
Para llegar a la torre principal hay que entrar por la puerta Hishi no mon (菱の門?), ubicada en el lado norte de San-no-maru y de ahí hay que ir recto hasta el I no mon (いの門?), luego al Ro no mon (ろの門?) y por último al Ha no mon (はの門?), que es el camino más corto para divisar la torre. Existe otro camino que es luego de cruzar Hishi no mon se va a la derecha hasta llegar a un hueco que está oculto en la muralla y que es realmente la puerta Ru no mon (るの門?), una puerta que sale de la tierra en su salida. Desde Ha no mon hasta Ni no mon (にの門?) el camino es más estrecho y el avance es menor por las defensas ubicadas muy cerca; la puerta más estrecha de todas es la Ho no mon (ほの門?) que es una puerta hecha de hierro. Luego de atravesarla finalmente se llega al área de la torre principal.
Se cree que el diseño del Hishi no maru se basó en el castillo Fushimi-Momoyama y que su forma se asemeja a la de un nabeshi (viga puesta entre dos columna en una habitación japonesa). Además existe la leyenda de que la puerta To no ichi-mon (との一門?) provino originalmente del castillo Okishio, destruido en 1580 y que fue trasladado a Himeji. Un detalle importante es que arriba de la puerta hay una estructura de madera cuyo piso estaba agujereado, y que tenía como fin lanzar desde arriba flechas y lanzas a cualquier enemigo que atravesara la puerta. De hecho, es la única puerta que tiene una apariencia diferente al resto de las puertas del castillo.

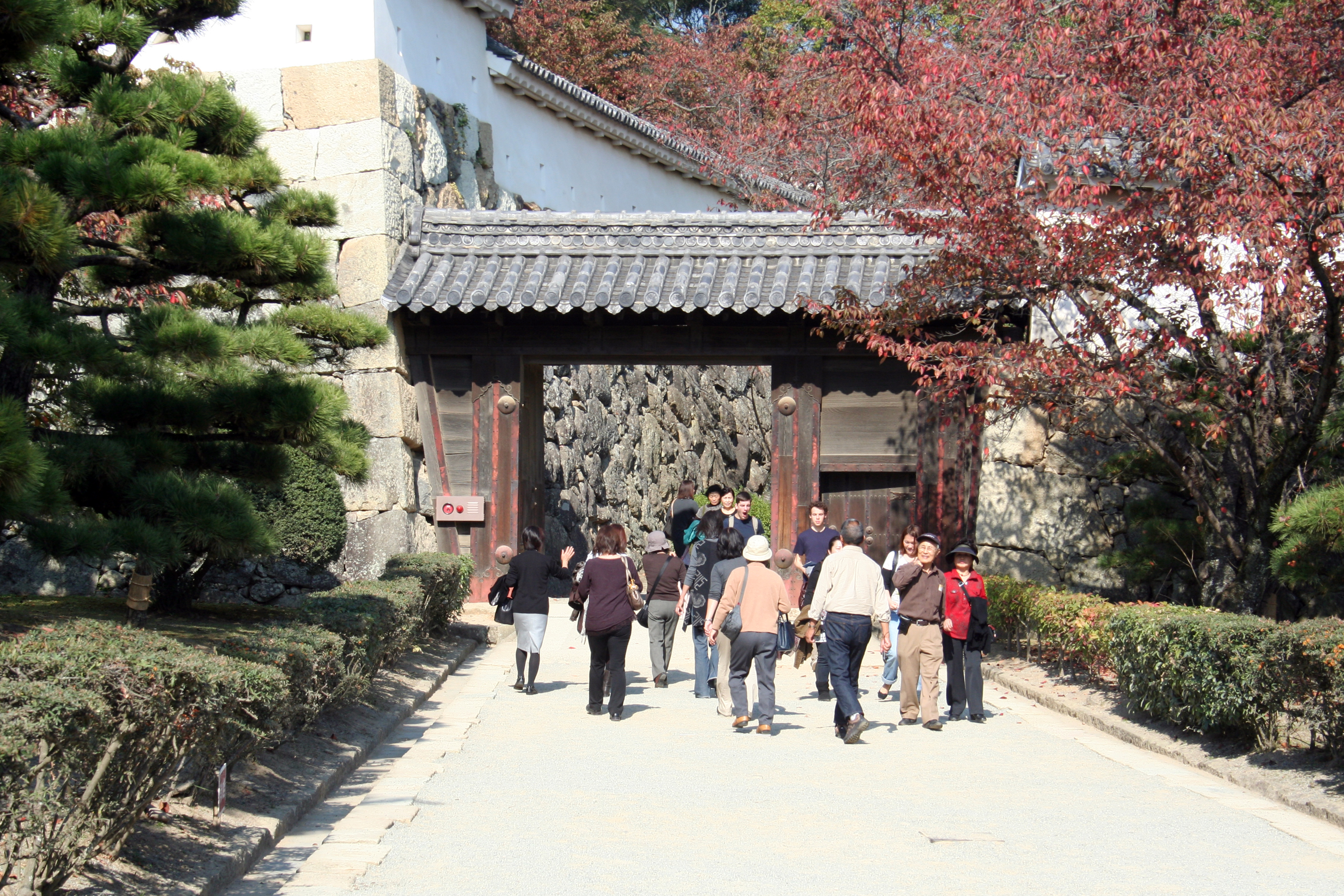
I no mon.
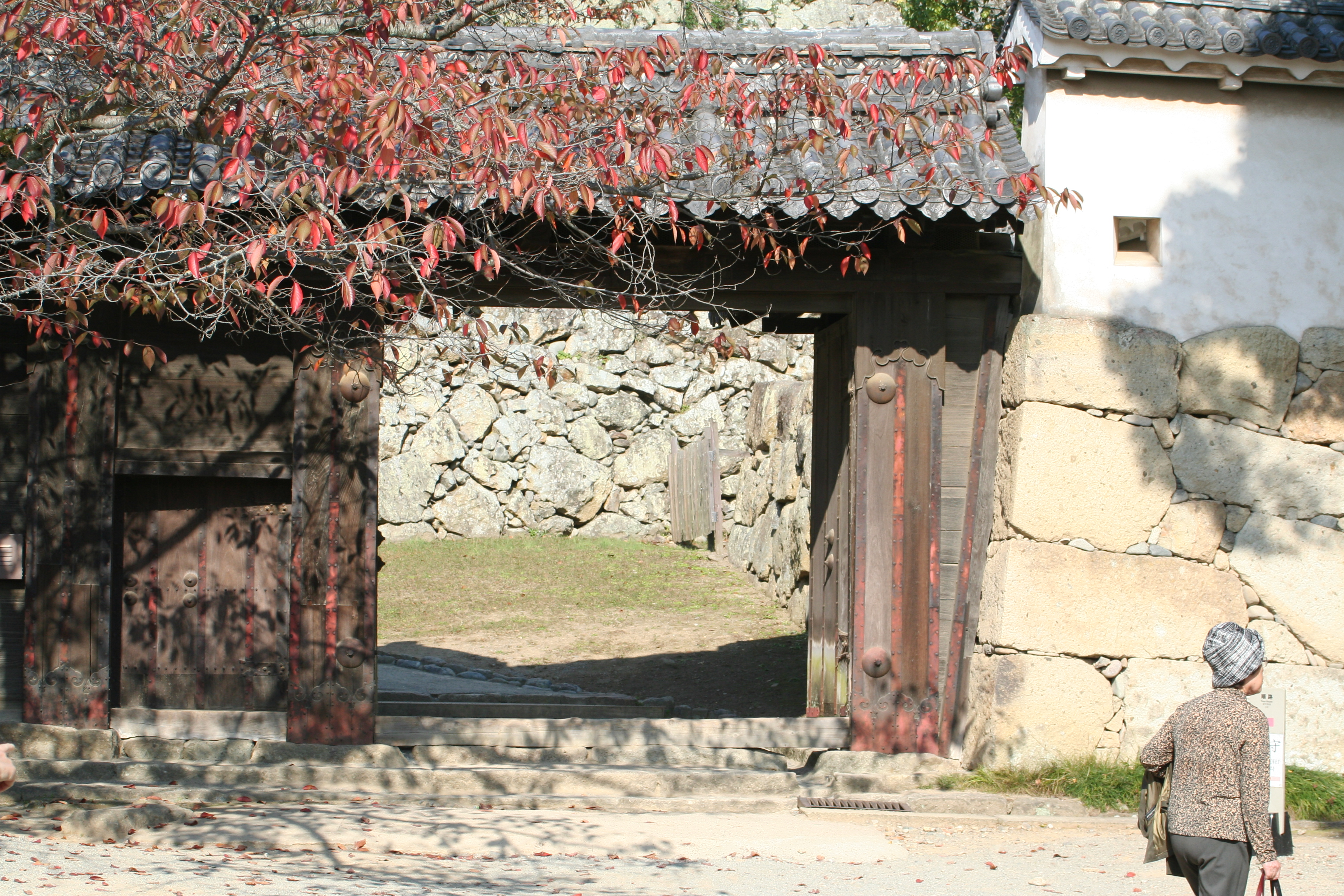
Ro no mon.
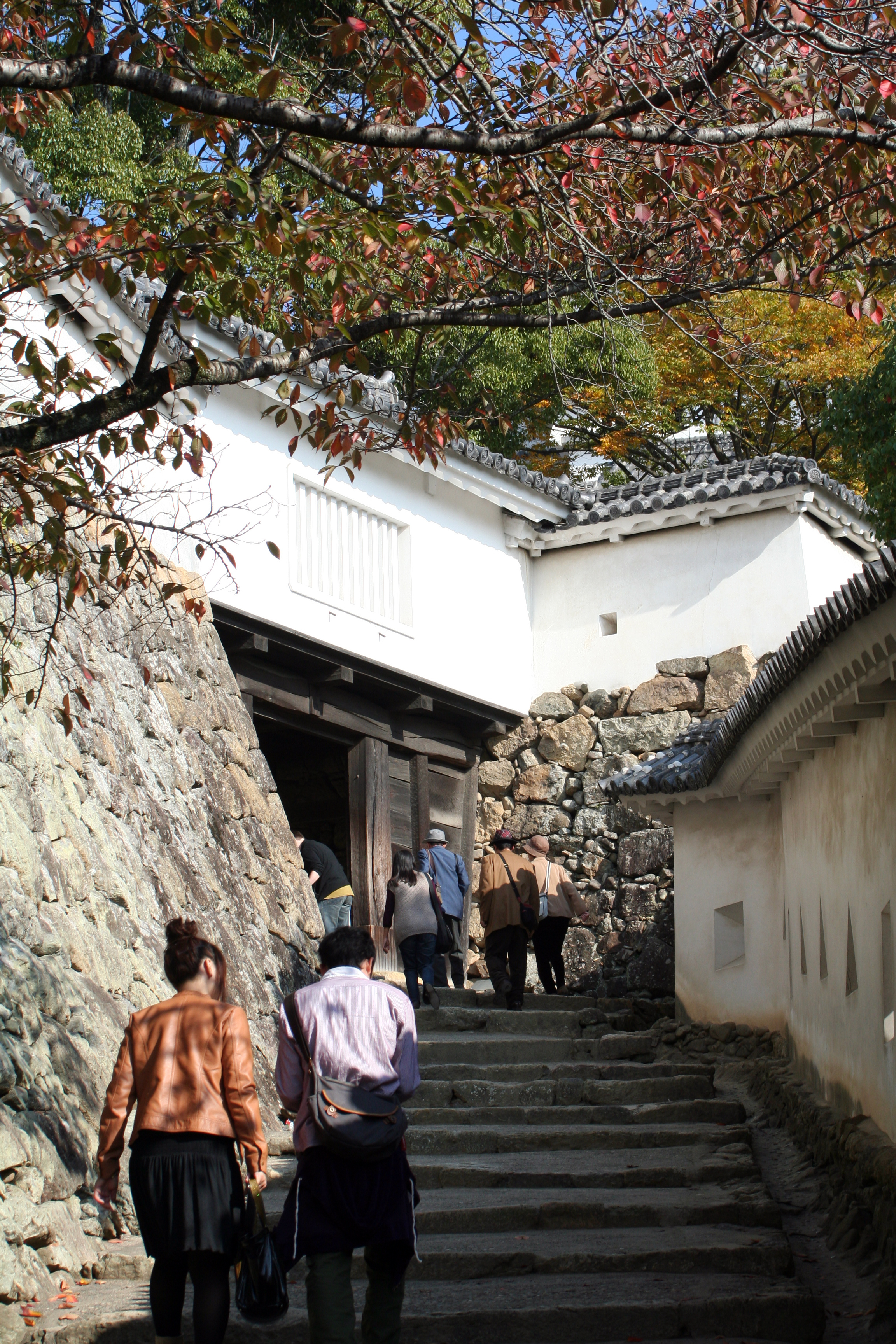
Ha no mon.
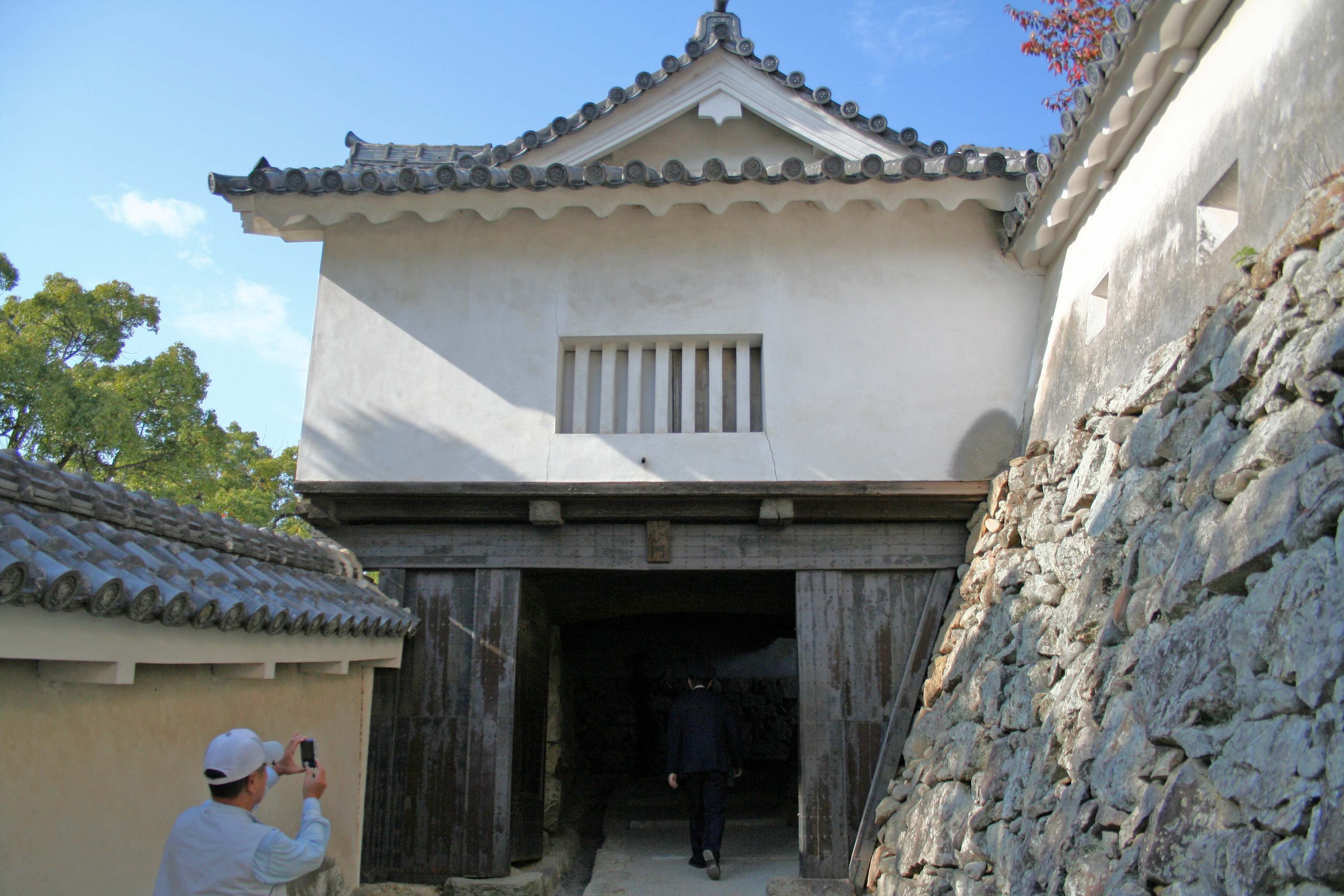
Ni no mon.
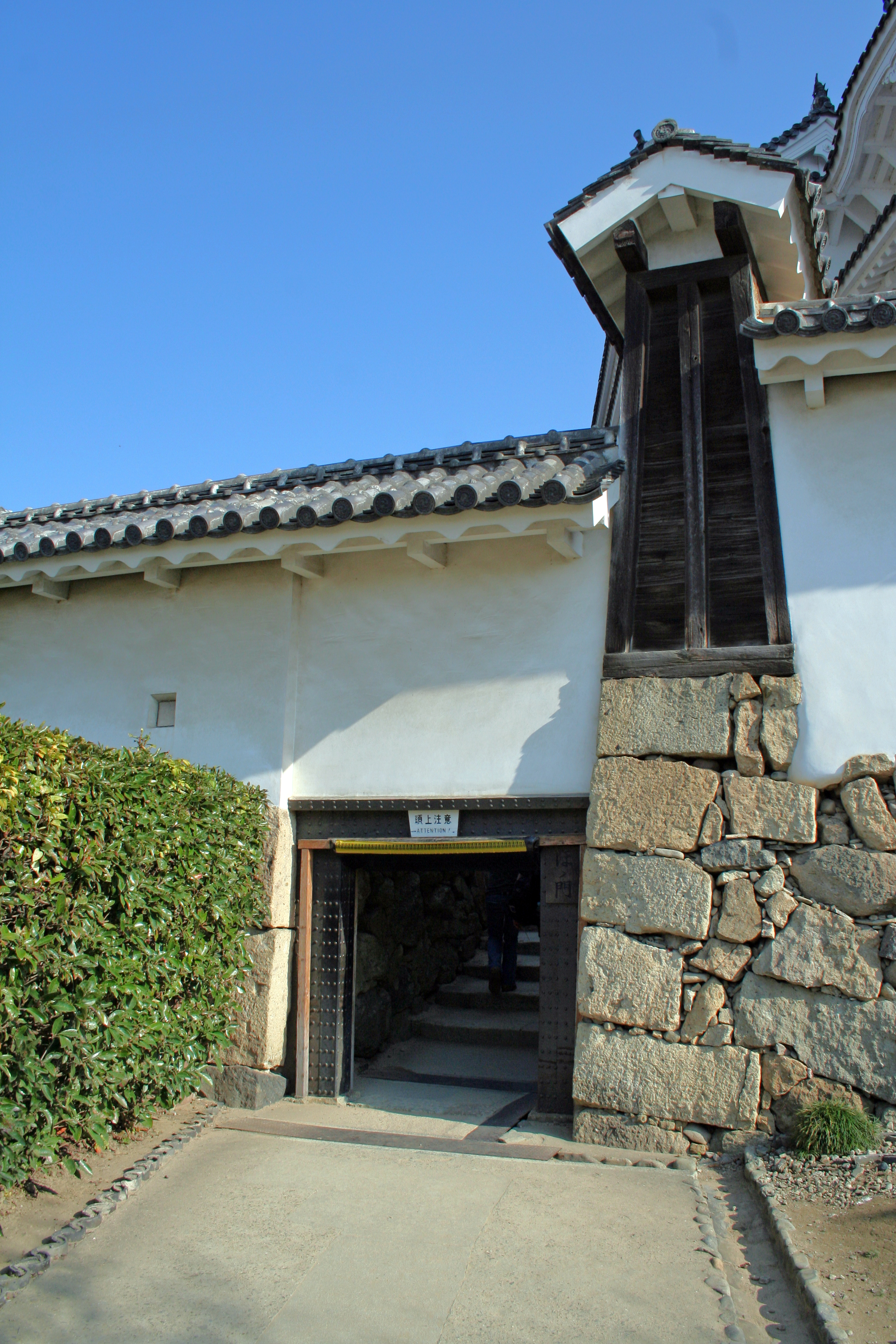
Ho no mon.
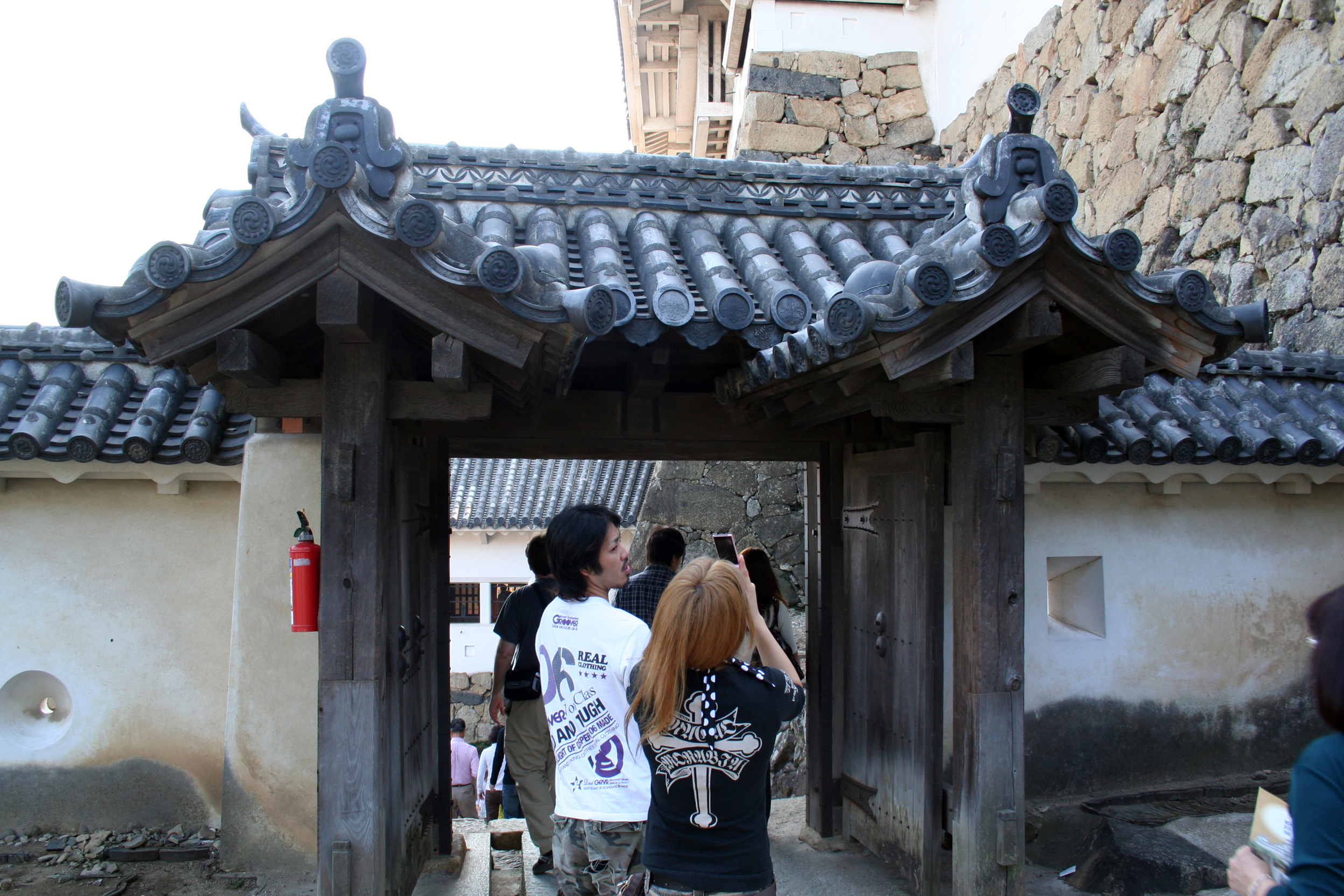
He no mon.
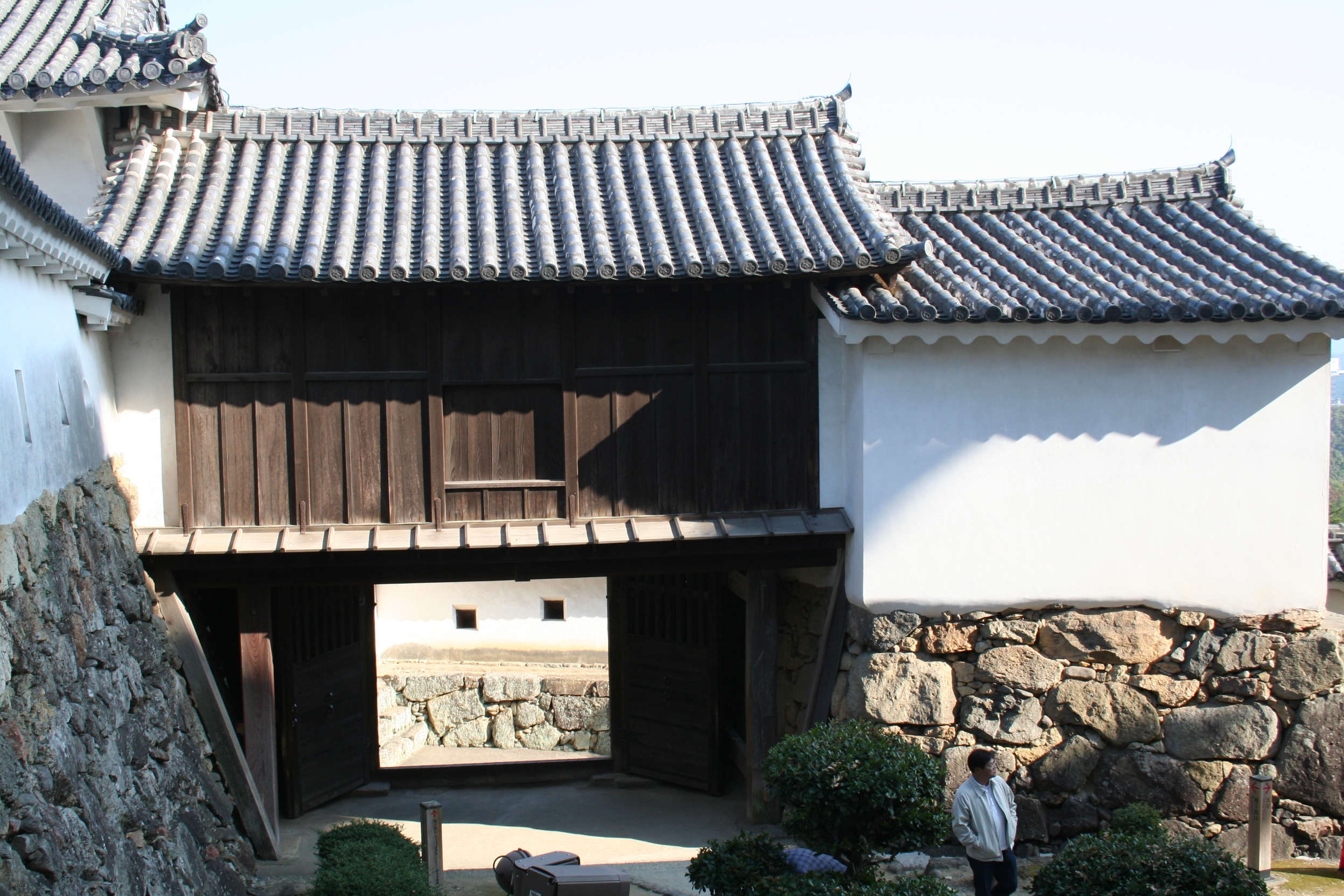
To no ichi-mon.
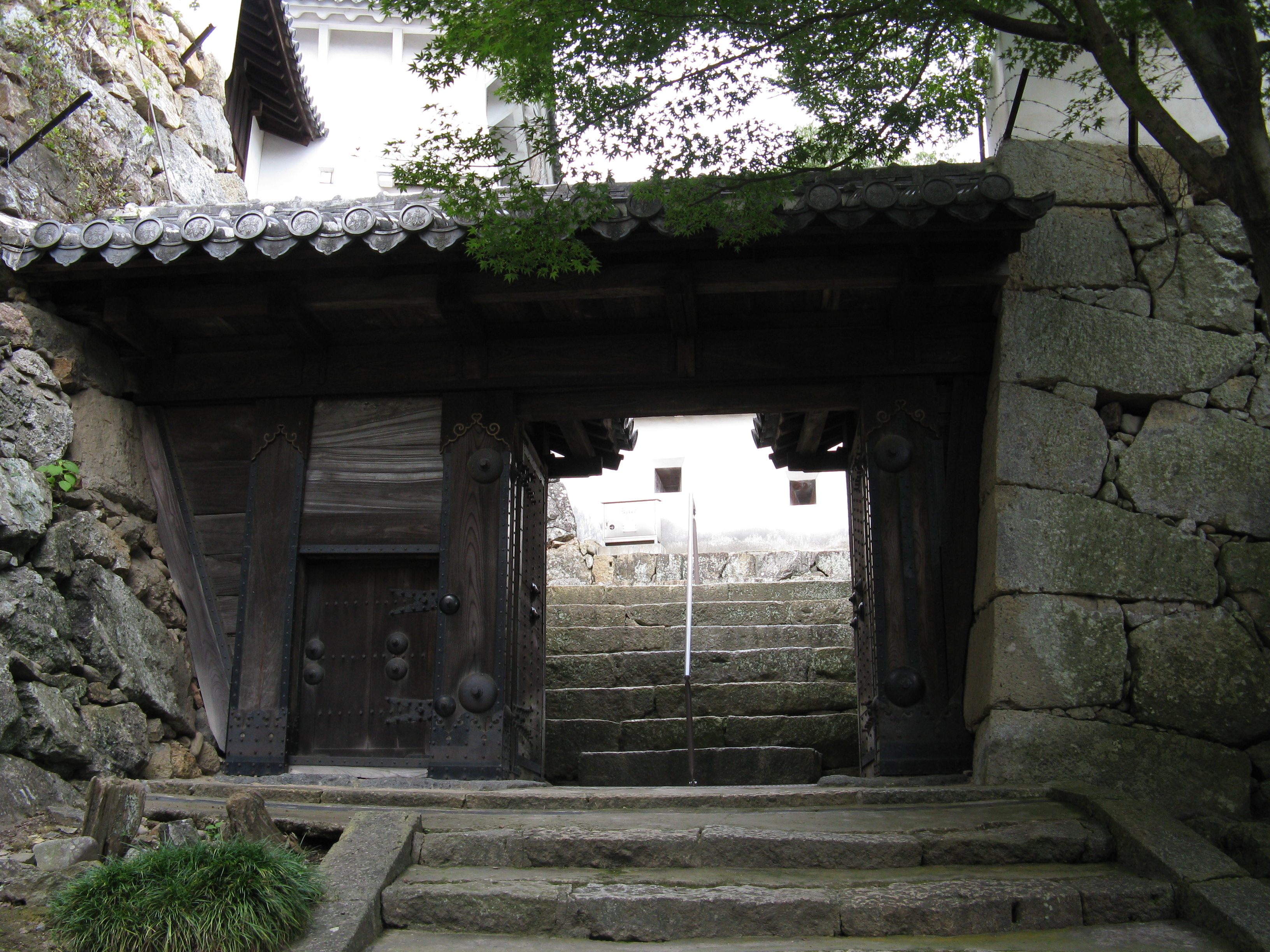
To no ni-mon.
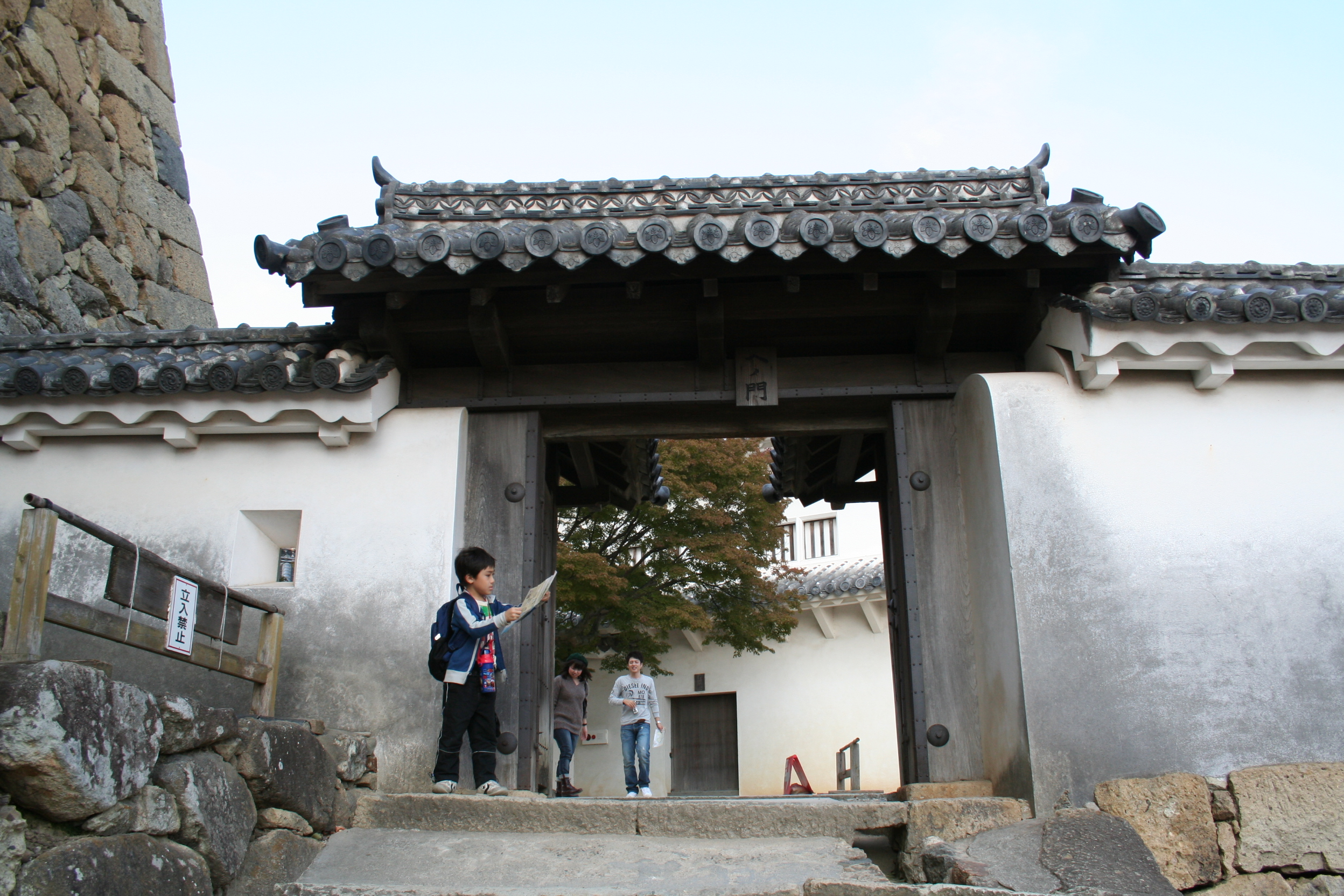
Chi no mon.
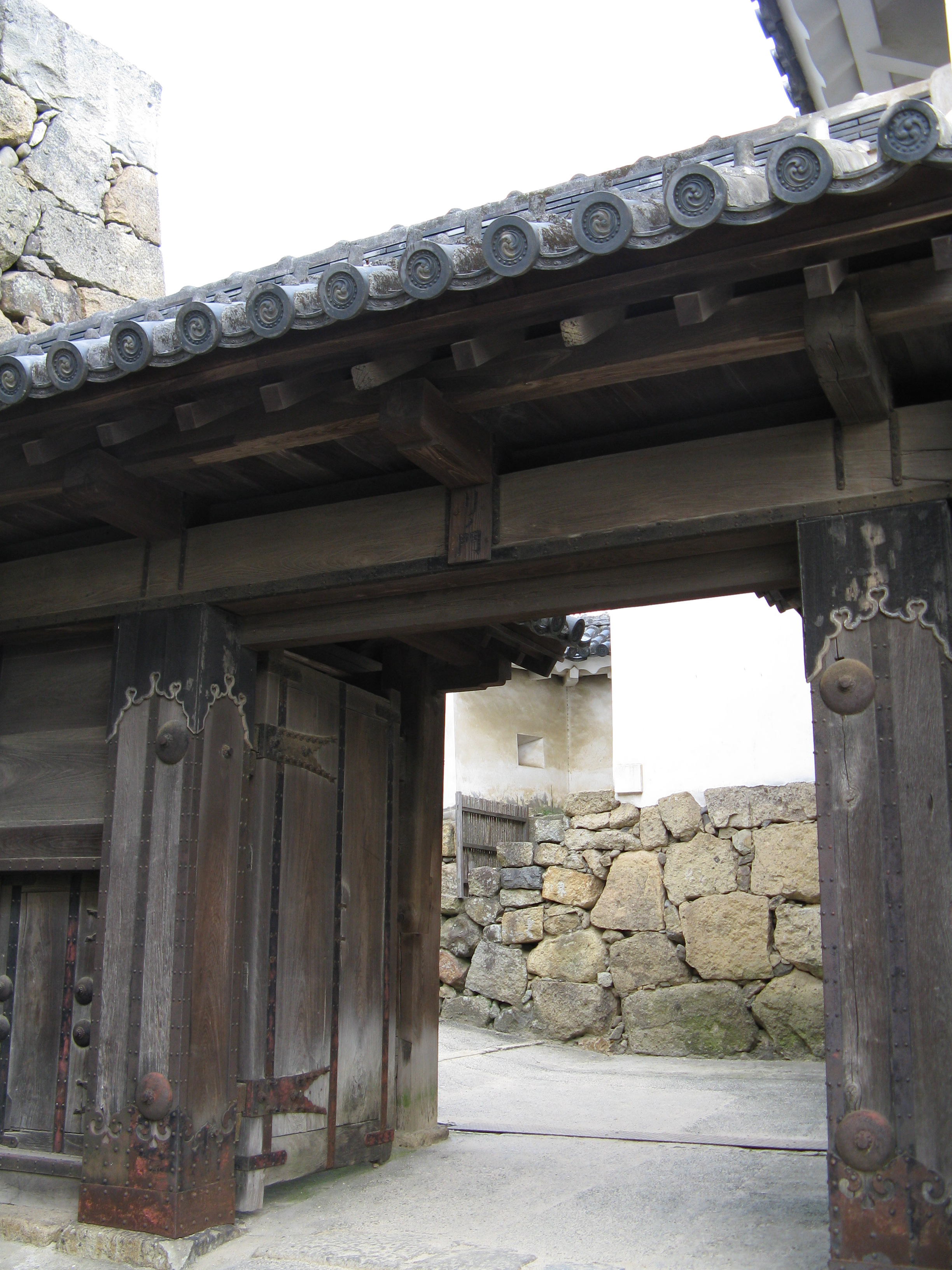
Ri no mon.
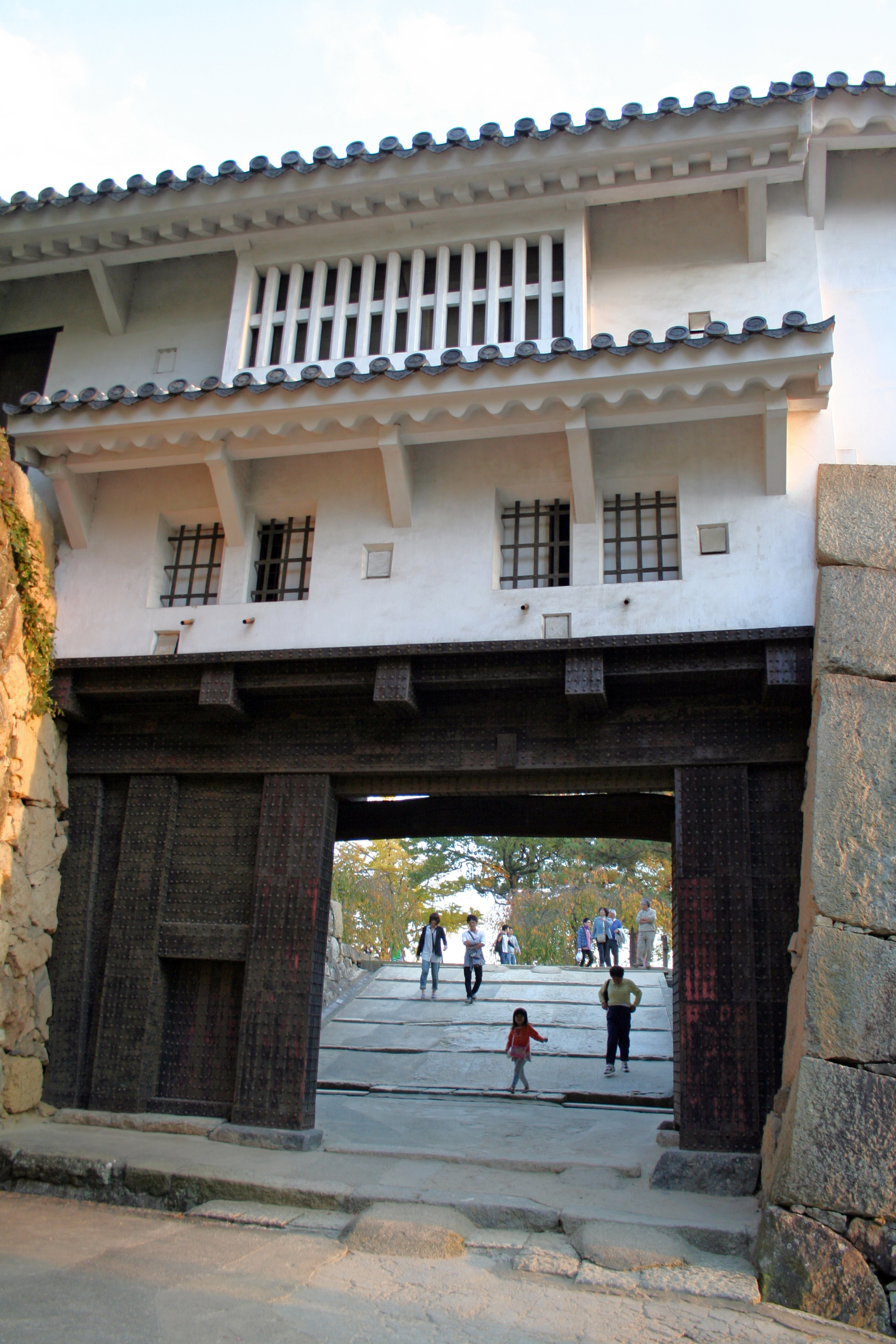
Nu no mon.
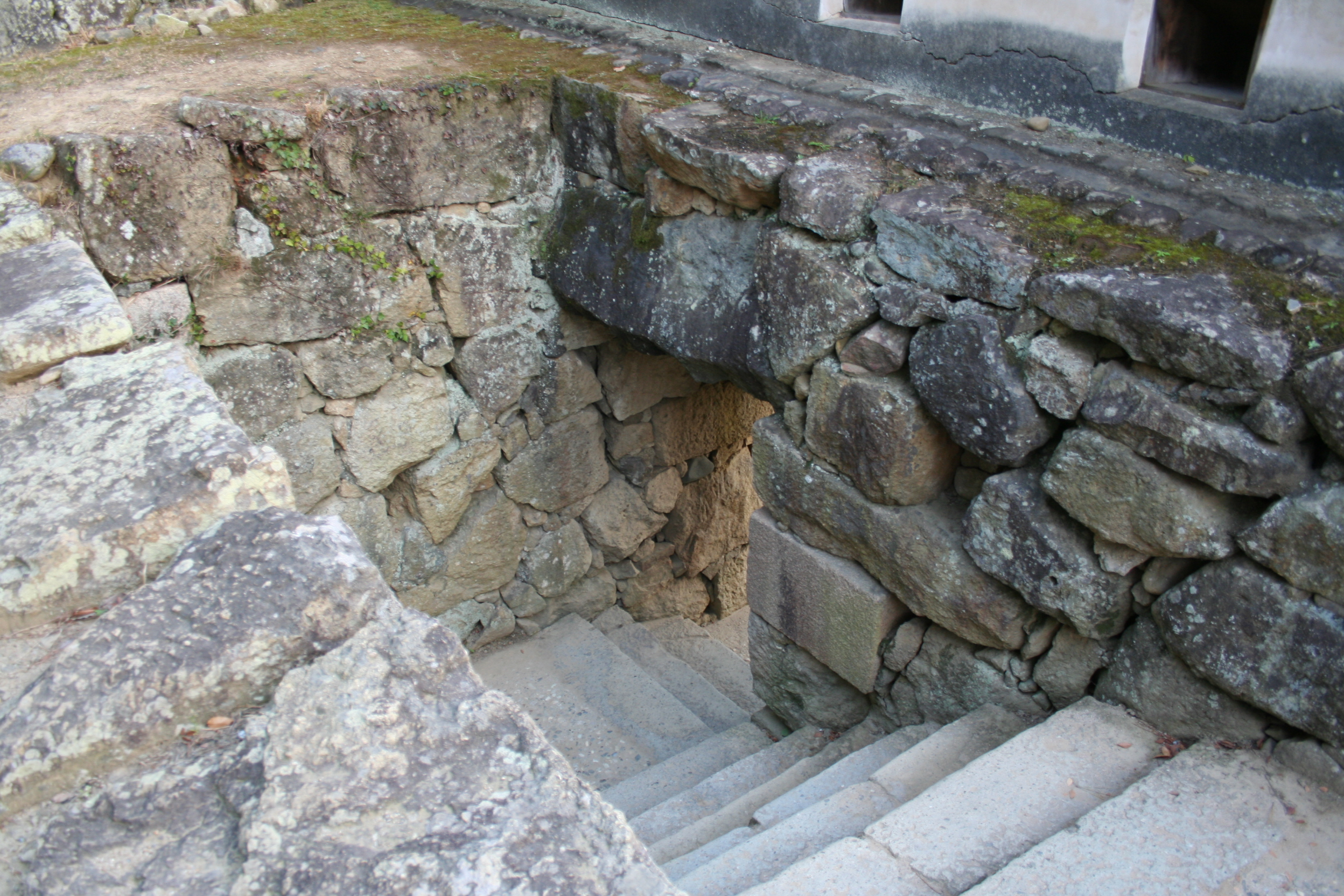
Ru no mon.

### Torre principal

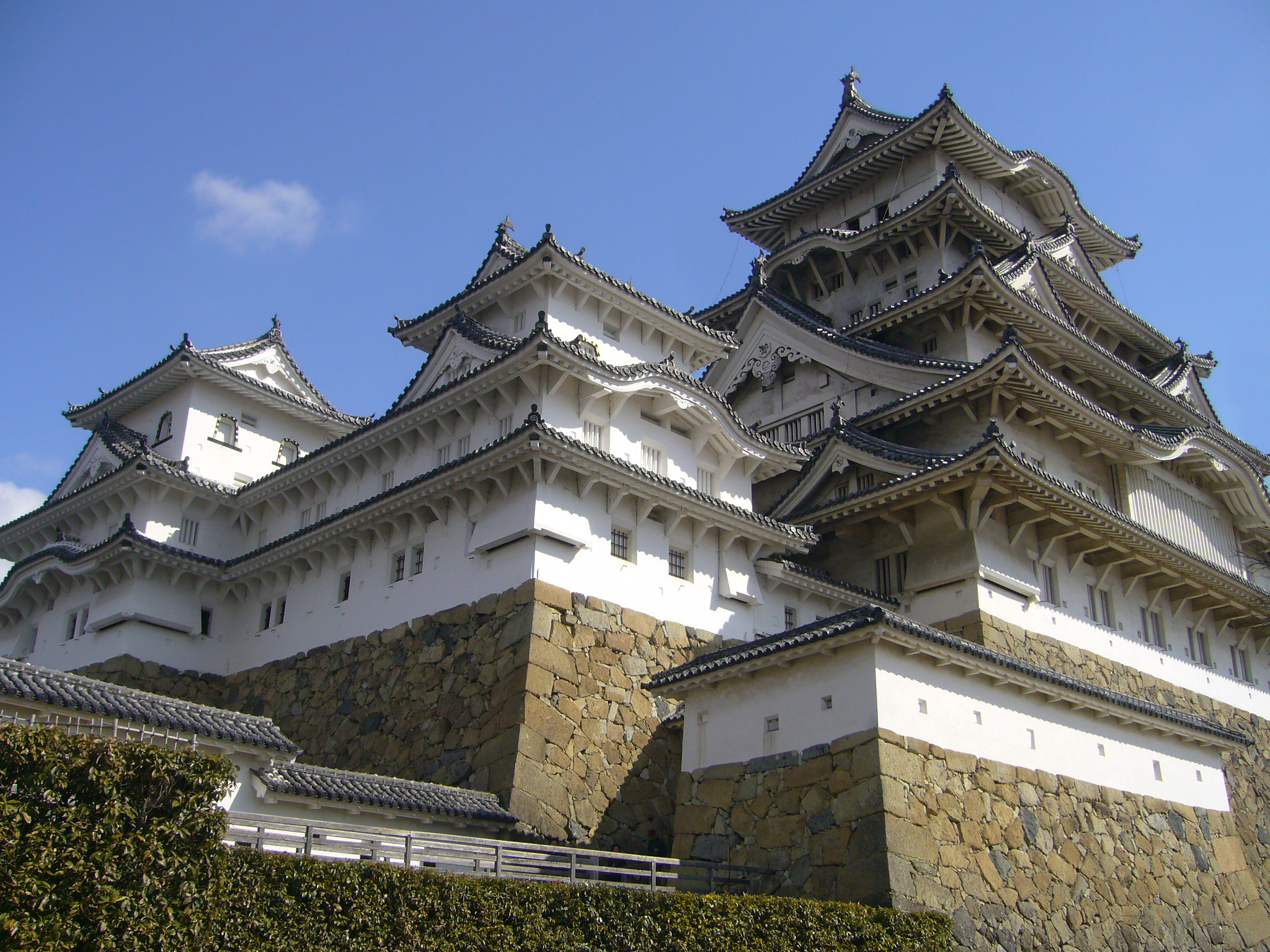
Vista de la torre principal desde el Honmaru. Se observa que son la agrupación de varias torres.

La torre principal (天守 tenshu?) del castillo es una de las estructuras más grandes y emblemáticas del castillo, y considerada como una de las doce torres genson tenshu (現存天守?) o torres que aún existen y son anteriores a la era Edo. Fue construida originalmente en la primavera de 1580 por Toyotomi Hideyoshi, al levantarse en la cima del monte Himeyama una gran torre con tres divisiones, pero durante el mandato de Ikeda Terumasa la torre principal fue desmantelada y se usaron los materiales para construir una de las torres menores.
La nueva torre principal fue construida por Terumasa y consiste en una gran torre principal (大天守 Daitenshu?) con 5 secciones de 6 pisos y una base, y un grupo de tres torres principales menores: Higashi-kotenshu (東小天守?), Nishi-kotenshu (西小天守?) e Inui-kotenshu (乾小天守?). Las torres están conectadas por varios watariyagura (渡櫓?) de dos secciones, por lo que la organización de las torres siguen el estilo renritsushiki (連立式?).
La techumbre de la torre está dispuesta al estilo irimoyazukuri (入母屋造り?), es decir, que sus techos poseen gabletes con tejados a cuatro aguas. En la torre existen dos tipos de gabletes: el karahafu (唐破風?) de estilo chino Tang y los cuales son gabletes ondulados con forma de arco, y el chidorihafu (千鳥破風?), que son gabletes triangulares de forma curva cóncava, lo que permite que la estructura sea también una torre vigía; adicionalmente, los techos que están puestos en cada piso equilibran y distribuyen el peso de la torre. Los muros de la torre principal están cubiertos con un mortero blanco especial llamado shiroshikkui sōnurigome (白漆喰総塗籠?), que las hace resistentes al fuego y a los disparos de arcabuz, a la vez que brinda una bella apariencia a la estructura. En la gran torre principal se ubican dos pilares principales hechos de madera y dispuestos en las secciones este y oeste, abarcando desde la base de la torre hasta el sexto piso, ambos tienen un diámetro de 95 cm y una altura de 24,6 m.
En los exteriores de la torre, aparte del techado irimoyazukuri, se ubican las ventanas, que en realidad son celosías con fines de protección, con la excepción de la segunda sección de la cara sur de la torre mayor, en donde debajo del tejado karahafu existe una "celosía de proyección" (出格子 dekōshi?), que es una ventana saliente hecha para lanzar flechas y repeler al enemigo. En las torres Nishi-kotenshu e Inui-kotenshu las ventanas de celosía ubicadas en los pisos superiores tienen forma de campana (火灯窓 katōmado?).
La torre principal se yergue en la cima del monte Himeyama (a 45,6 metros sobre el nivel del mar), y de esta se proyecta la base, que mide 14,85 metros de altura, y luego la edificación que tiene una altura máxima de 31,5 metros, por lo que la torre principal se proyecta hasta los 92 metros de altura. El peso bruto de la torre oscila las 5.700 toneladas, aunque previa a la "gran restauración de Shōwa" el peso de este oscilaba las 6.200 toneladas.

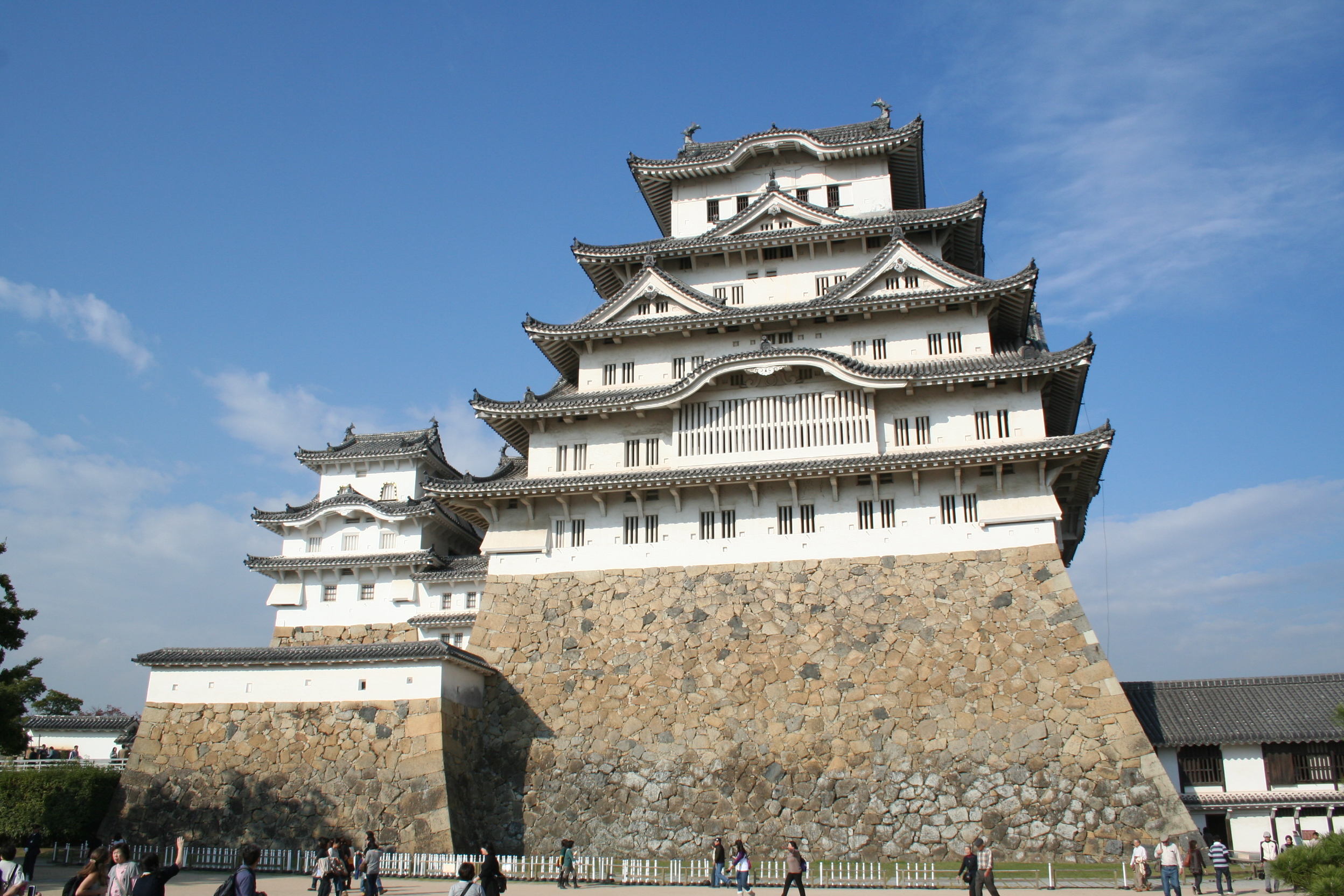
Detalle de la torre principal (tenshu o tenshu kaku) incluyendo su base de piedra.
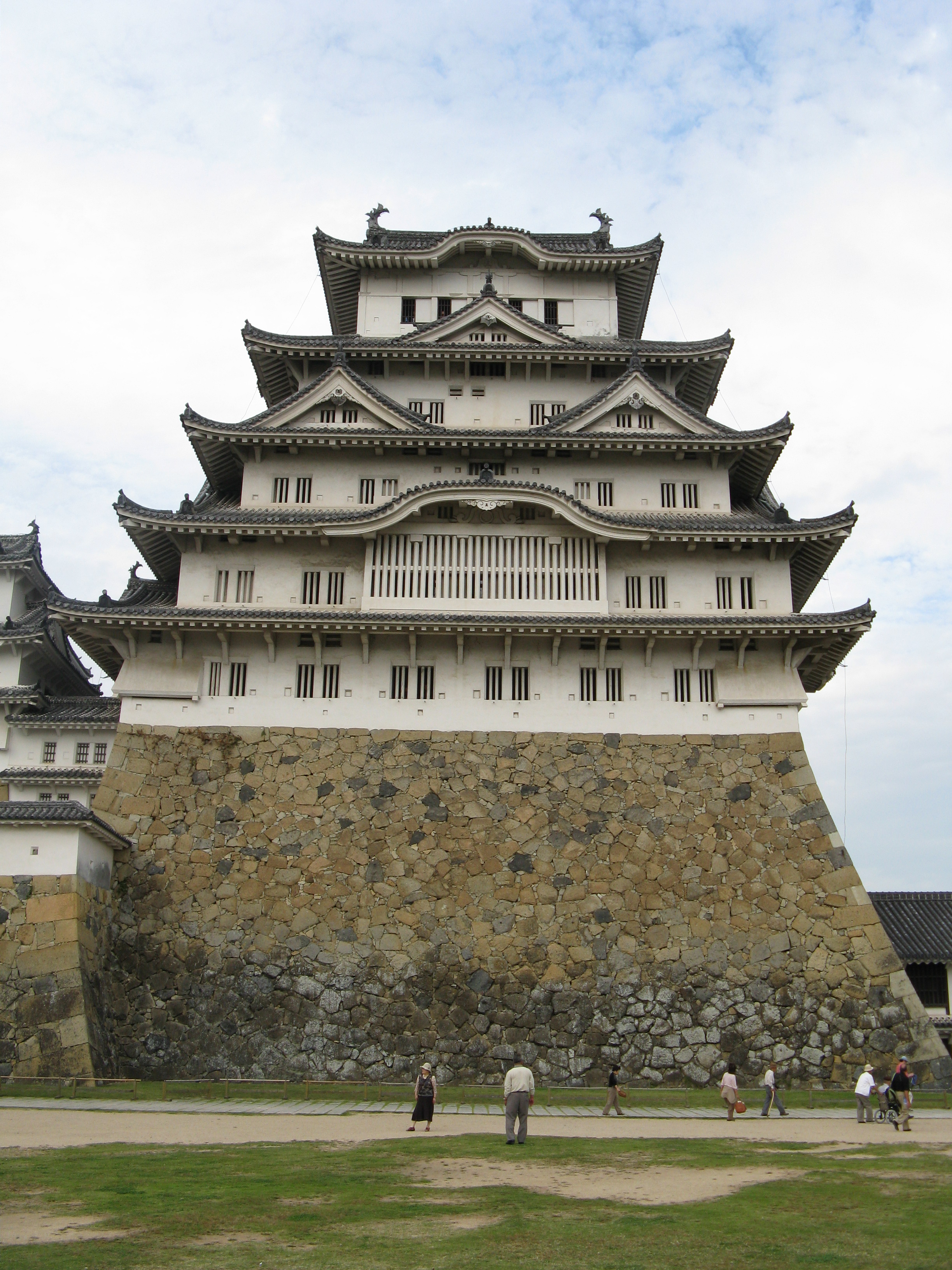
Daitenshu.
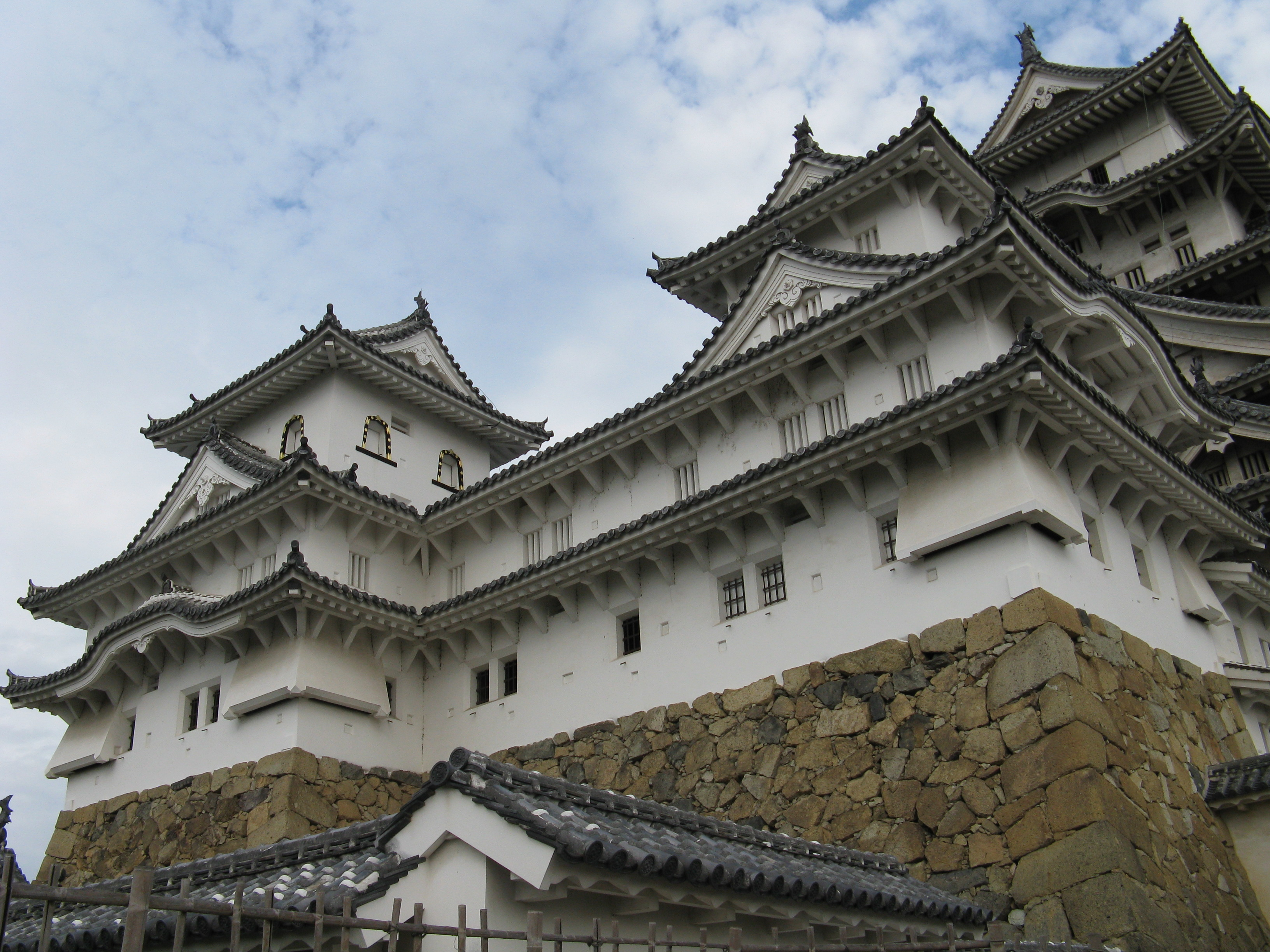
Inui-kotenshu (izquierda) y Nishi-kotenshu (derecha).
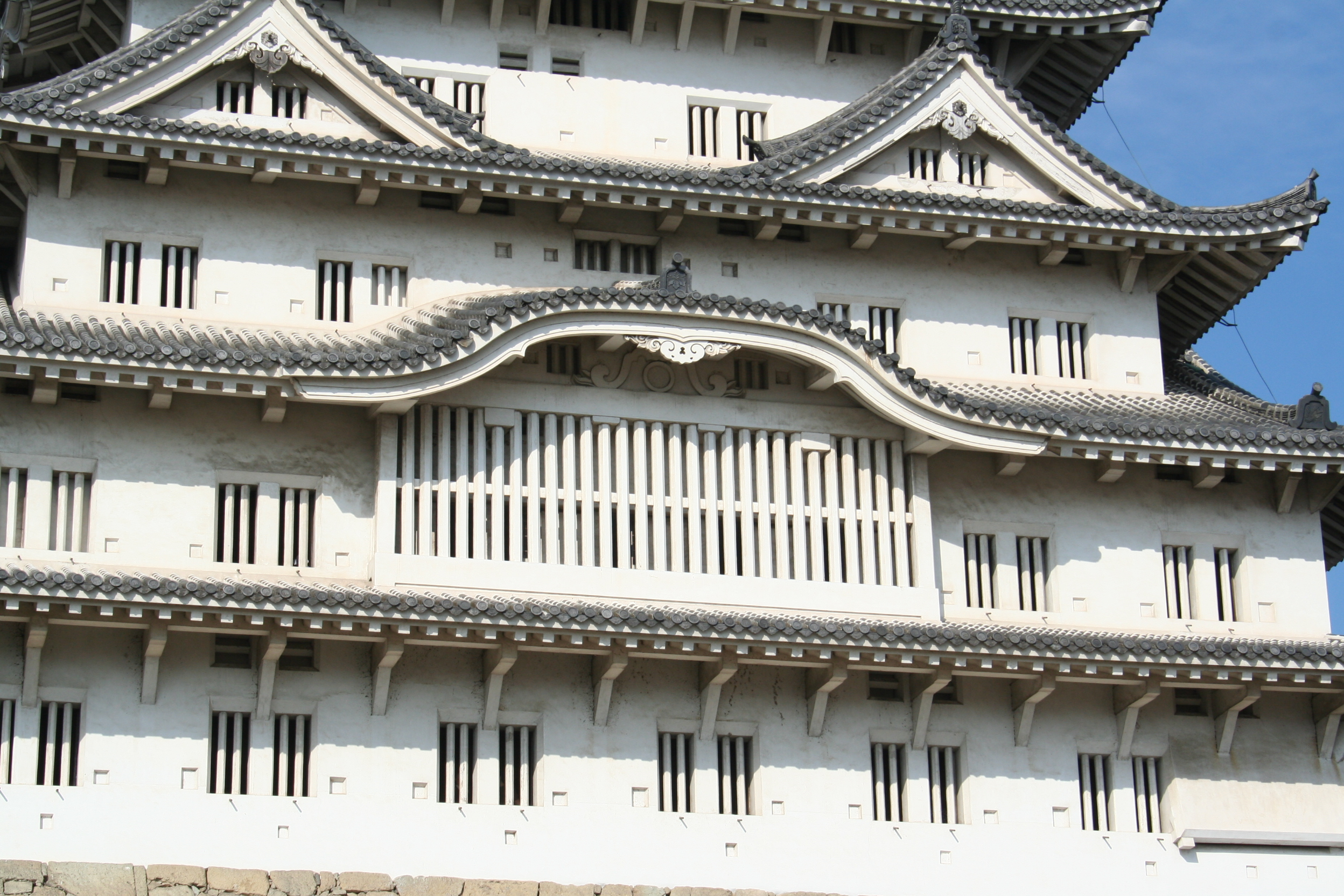
Detalle de los gabletes del Daitenshu. En el centro está un gablete karahafu y arriba de este se ubican dos gabletes chidorihafu. Debajo del karahafu se resalta la "celosía de proyección", que era usado para lanzar objetos al enemigo.
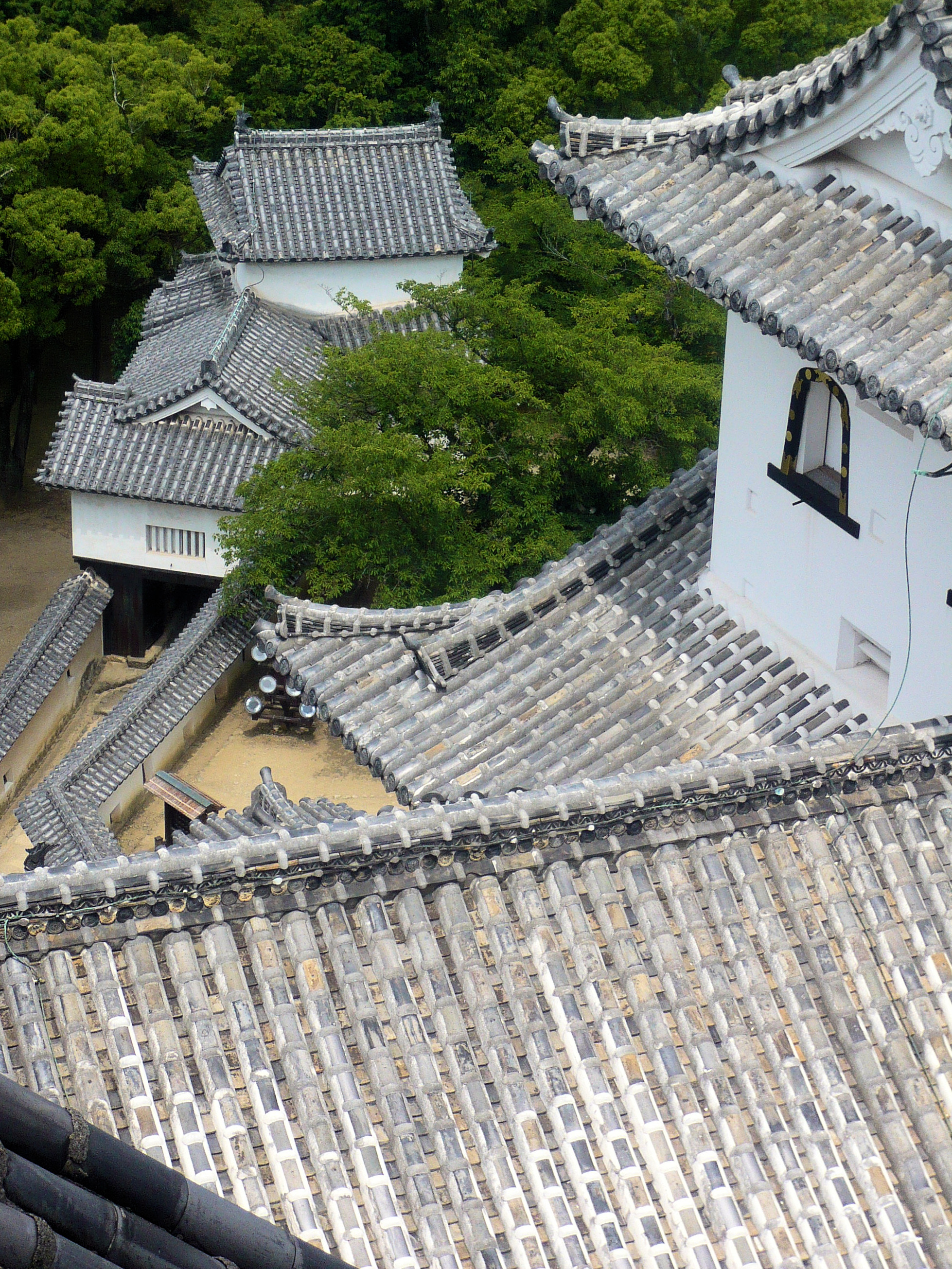
Detalle de la techumbre.
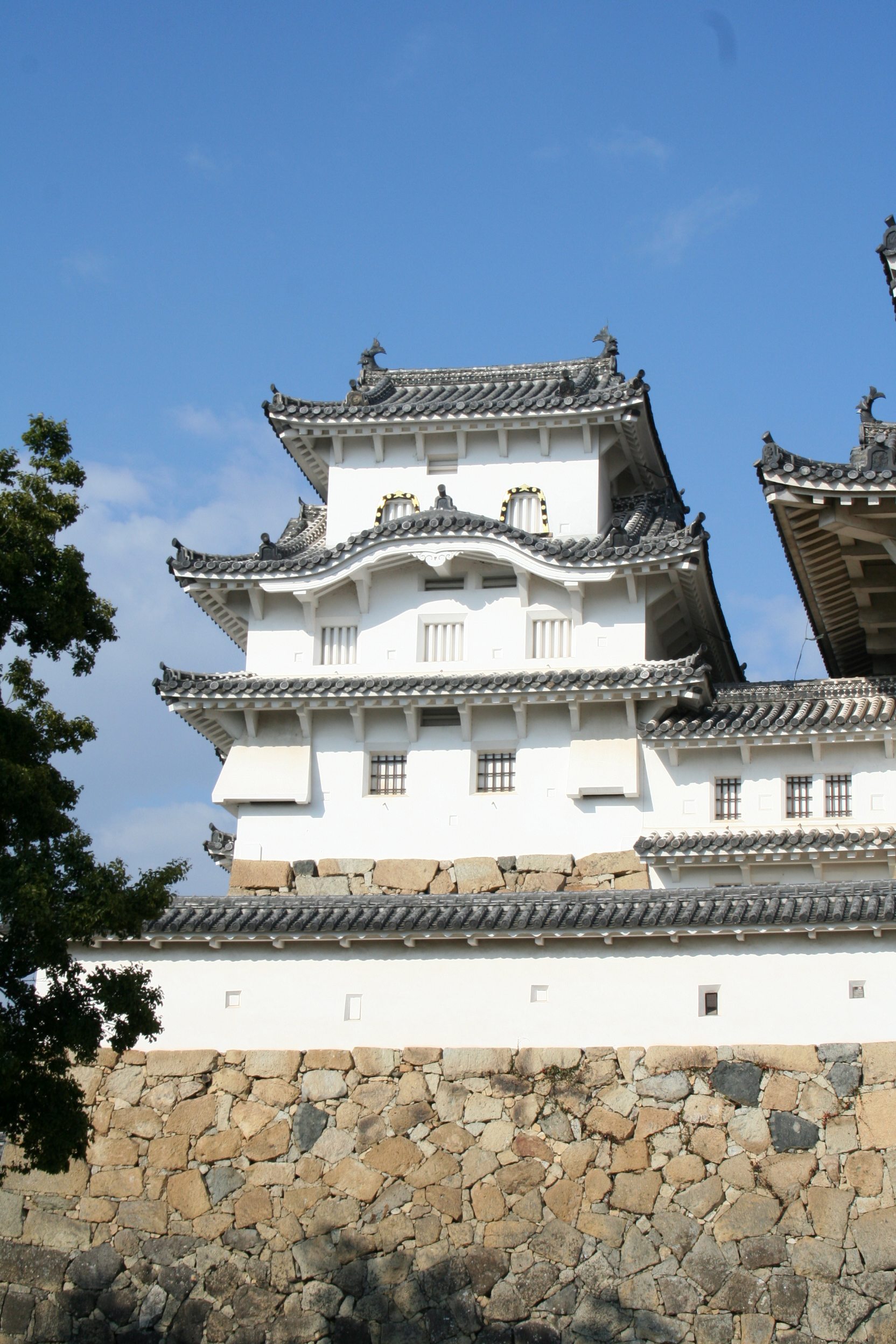
Vista desde el lado sur de la torre Nishi-kotenshu.
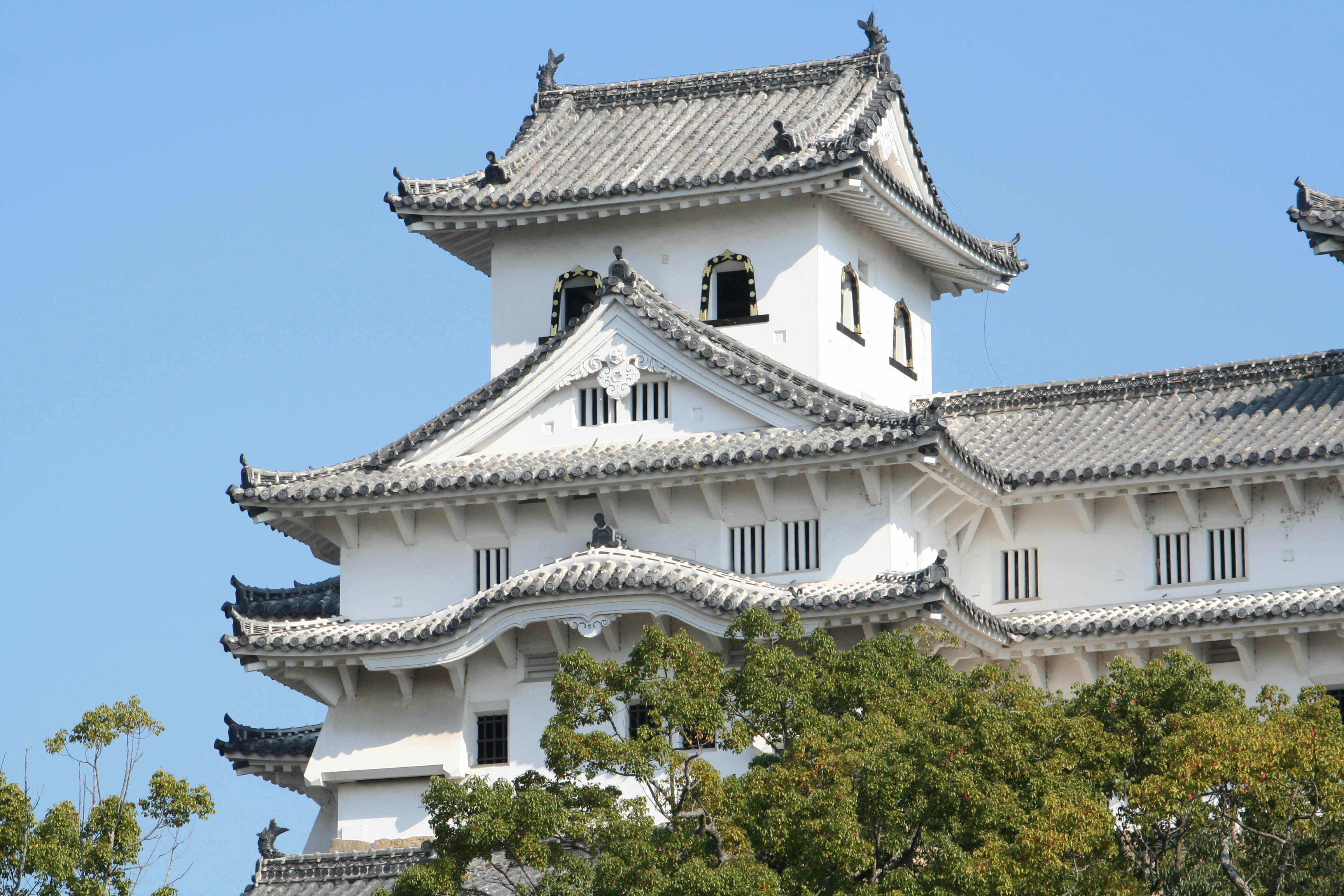
Vista desde el oeste de la torre Inui-kotenshu.
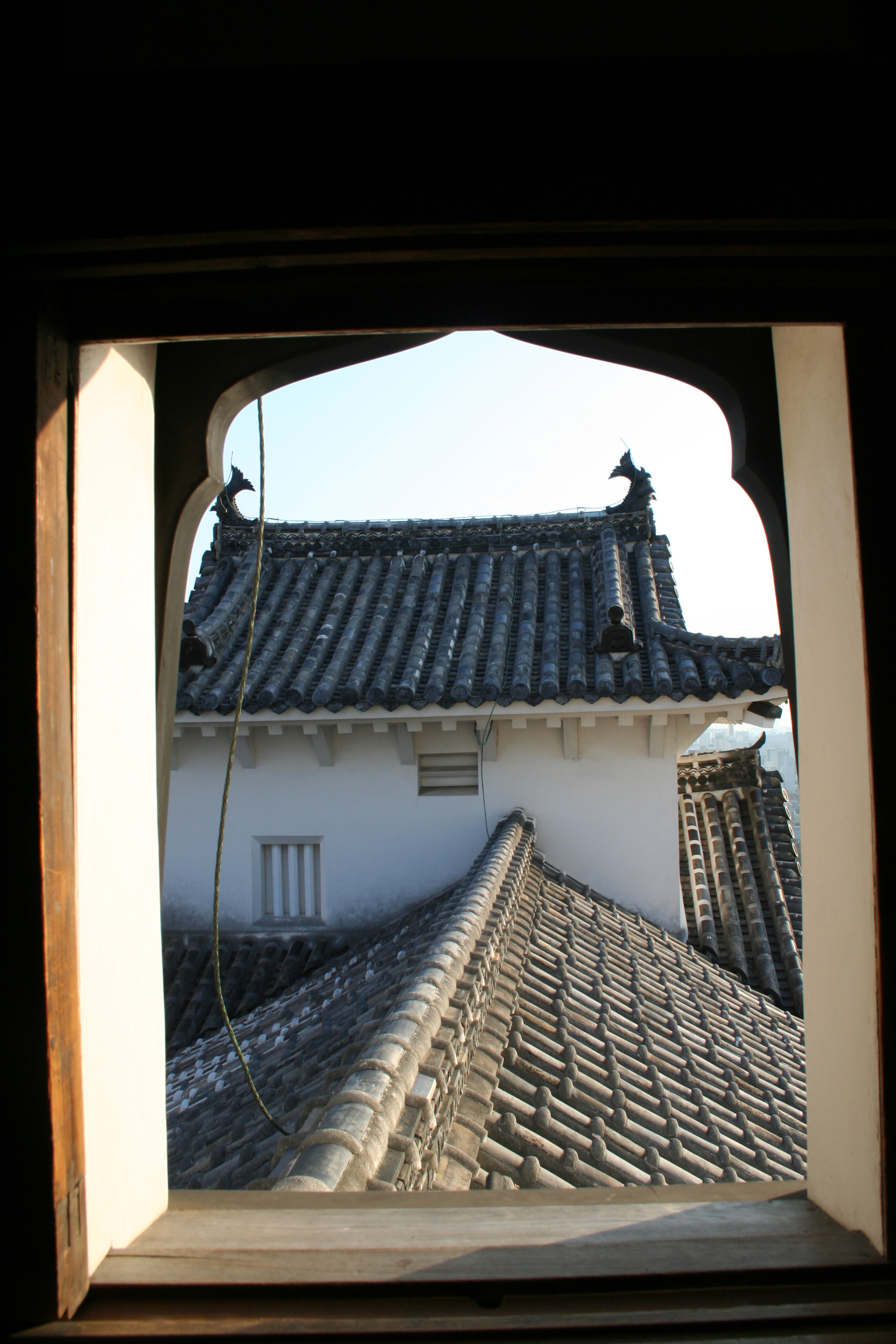
Ventana katōmado de la torre Inui-kotenshu. La vista es de la torre Nishi-kotenshu.
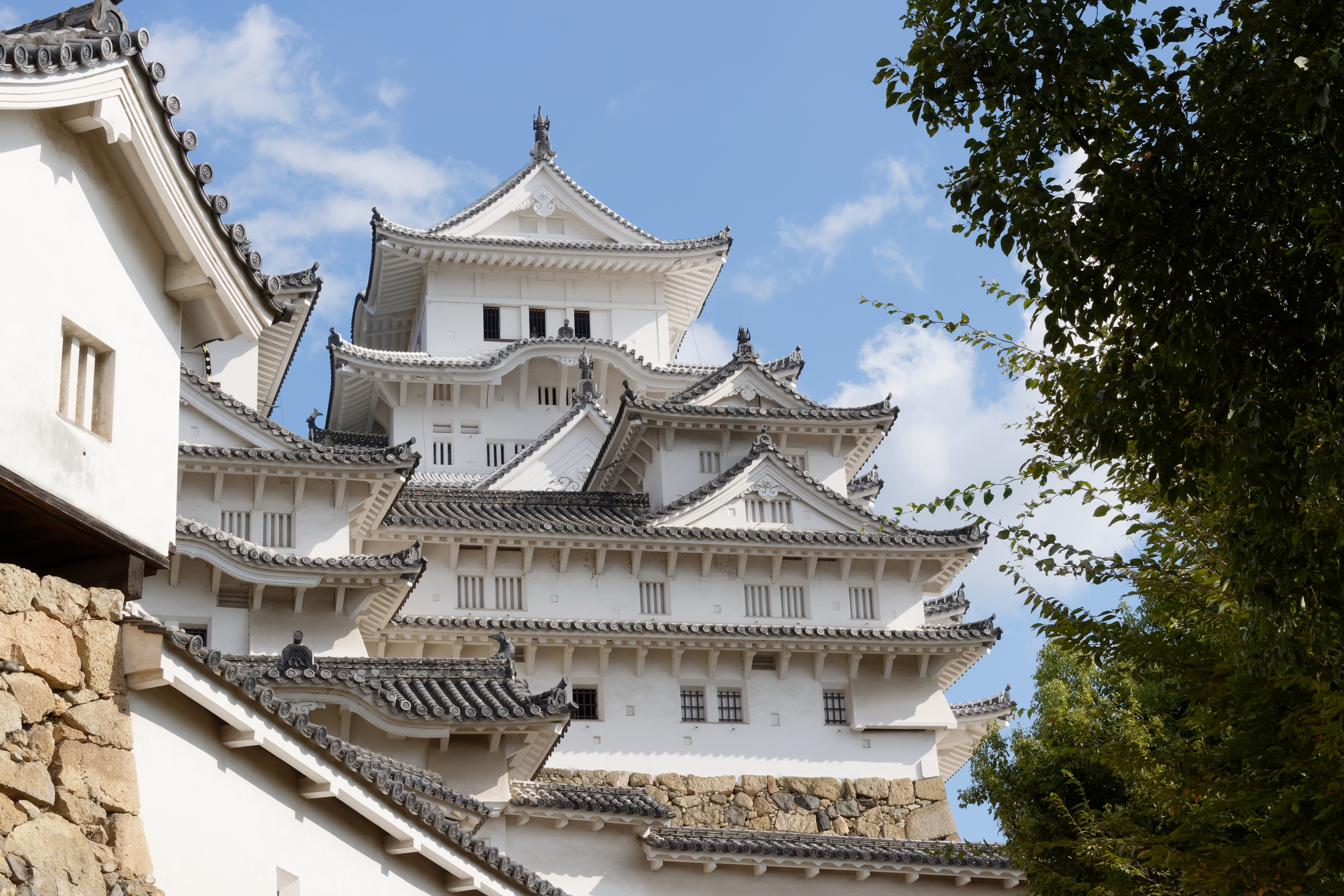
Vista desde el interior de las fortificaciones

### Nishi-no-maru
El Nishi-no-maru se ubica al oeste del castillo, donde hay una serie de yagura dispuestos en un corredor llamado Nagatsubone (長局?), y en donde vivían las damas de la corte. Al extremo norte del Nishi-no-maru se ubica el yagura Keshō-yagura (化粧櫓?), en donde las sirvientas atendían a las cortesanas; fue edificada en 1618 para recibir desde el dominio de Kuwana, en la provincia de Ise, los cosméticos de la princesa Senhime, quien contrajo matrimonio con Honda Tadamasa, señor del castillo. Los cosméticos que se guardaron en esta yagura estaban valorados en 100.000 koku. Senhime vivió en el Nishi-no-maru, en una sección llamada Tenjuin-maru (天樹院丸?) que está justo a lado del salón Mukuranogoden en San-no-maru, aunque en la actualidad ya no existe esta sección. Durante la reconstrucción hecha antes de la Segunda Guerra Mundial se habían encontrado restos de cosméticos en la Keshō-yagura.

### Koshikuruwaysuikuruwa
Al norte de la torre principal se ubica el koshikuruwa (腰曲輪?), que es un depósito. Durante el sitio del castillo sirvió como pozo de agua, depósito de arroz y de conservación de alimentos en sal.
En la parte inferior de la torre principal se ubican una serie de cinco pozos de piedra llamados suikuruwa (水曲輪?) y que sirven de suplemento entre la torre principal y el koshikuruwa. Dichos pozos están nombrados del uno al cinco, desde suiichimon (水一門?) hasta suigomon (水五門?).

### Obikuruwa(harakirimaru)
La Obikuruwa (帯曲輪?) se localiza al sureste de la torre principal. Fue construida como una ubicación desde la cual se pudiera disparar para ayudar a defender el castillo.
Frecuentemente es referida también como harakirimaru (腹切丸?) debido a su forma.

### Defensas
Los muros del castillo tenían numerosos orificios triangulares y rectangulares. Los triangulares servían para que a través de ellos los defensores pudieran lanzar flechas contra el enemigo, mientras que los rectangulares eran utilizados para disparar desde ellos con arcabuces. En especial los hazama triangulares se pueden ver en otros castillos. Este tipo de arreglo puede encontrarse aún en otras partes de la ciudad de Himeji, tales como en edificios públicos. Además, en los muros de los castillos había otros orificios ocultos, desde los cuales se podían arrojar piedras preparadas con antelación. 

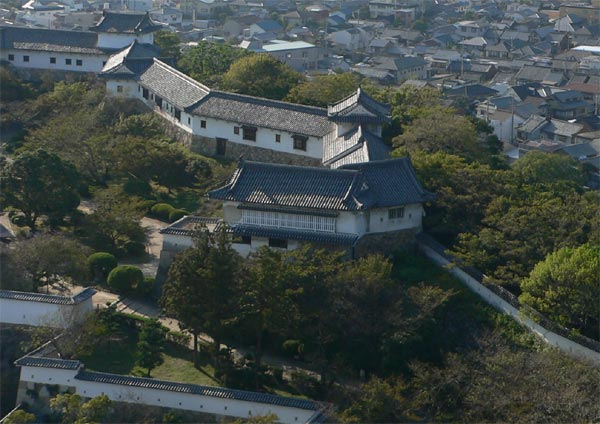
Keshoyagura.
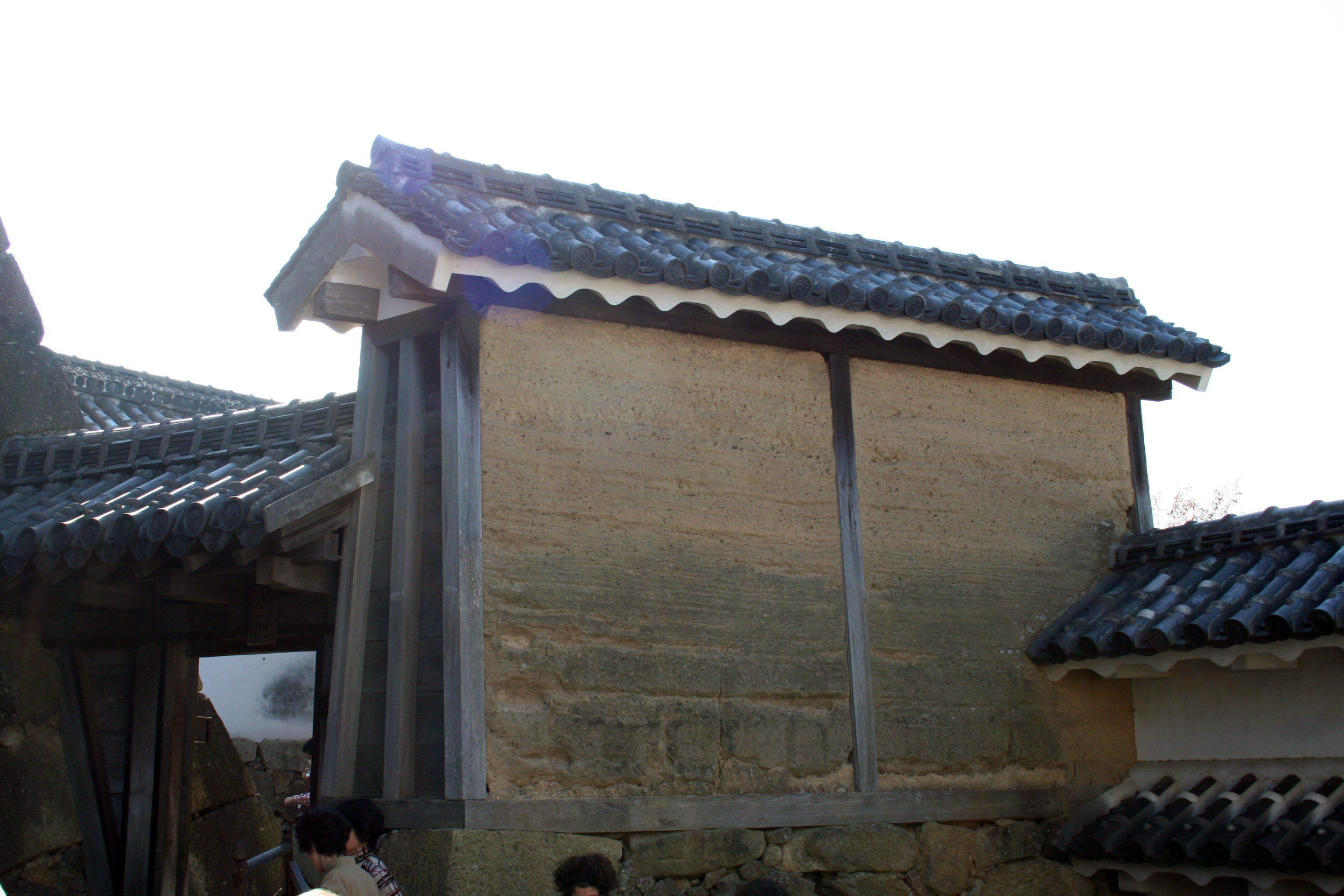
腰曲輪の油壁
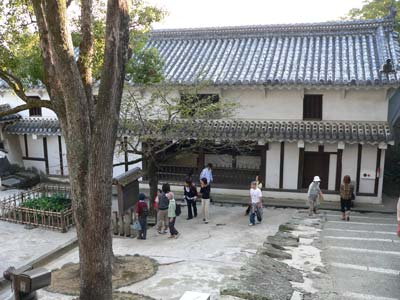
Obikagura (harakirimaru).
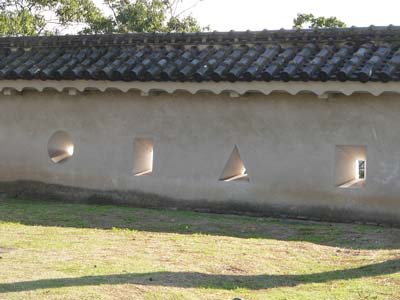
Hazama.

### Otras estructuras características

#### Aburakabe
En esta sección, que está después de la puerta Ho, sus paredes no son de yeso blanco, sino que están hechas de arcilla, cal y gravilla. Se cree que esta sección fue hecha en el tiempo de Toyotomi Hideyoshi.

#### Pozo de Okiku
Este pozo se encuentra al pie de la torre Bizenmaru y cuenta la leyenda que en dicho pozo existe un fantasma de una sirvienta del castillo que fue ejecutada al ser acusada de robar un plato valioso.

#### Jardín Koko-en
Este parque ha sido reconstruido a partir de las excavaciones de las ruinas de la gran mansión de la zona oeste. En dicho parque se ha podido reconstruir las calles, las viviendas, las tapias, la puerta Nagayamon, el portón principal de la entrada al parque y adicionalmente 9 jardines dentro del parque.

## Propiedad cultural

### Patrimonio de la Humanidad
El International Council on Monuments and Sites (ICOMOS), quien asesora a la Unesco en la elección de sitios considerados Patrimonio de la Humanidad, hizo varias observaciones al castillo en septiembre de 1992 y en abril de 1993. Luego, en agosto del mismo año emitió una serie de conclusiones que se consideraron satisfactorias:
- La disposición y tamaño en el edificio de madera estaban equilibrados de manera sorprendente, y el mortero blanco de las paredes del castillo ofrecía una belleza increíble;
- Era un símbolo del sistema feudal previo a la era Meiji;
- Era un edificio de madera considerado eminente en Japón.

Por esto, el castillo Himeji fue catalogado en 1993 como Patrimonio Cultural de la Humanidad, bajo los siguientes dos criterios:
- (i) Representa una obra maestra del genio creativo humano.
- (iv) Ofrece un ejemplo eminente de un tipo de edificio, conjunto arquitectónico o tecnológico o paisaje, que ilustre una etapa significativa de la historia humana.

### Tesoro Nacional
El 9 de junio de 1951 se declararon ocho estructuras del castillo como Tesoros Nacionales según la Ley para la Protección de Propiedades Culturales (文化財保護法 bunkazai-hogohō?) establecida en 1950:
- Daitenshu (大天守?) — Gran torre principal.
- Higashi-kotenshu (東小天守?) — Pequeña torre principal del este.
- Nishi-kotenshu (西小天守?) — Pequeña torre principal del oeste.
- Inui-kotenshu (乾小天守?)[26] — Pequeña torre principal del noroeste.
- Cuatro watariyagura (渡櫓?): I no watariyagura, Ro no watariyagura, Ha no watariyagura y Ni no watariyagura. Como estructura anexa se ha designado una cocina.

Estas ocho estructuras habían sido nombradas el 19 de enero de 1931 como Tesoros Nacionales a través de la Ley de Preservación de Tesoros Nacionales (国宝保存法 kokuhō-hozonhō?) de 1929 (renombrados como "Tesoros Nacionales Antiguos" (旧国宝?) y sustituidos como Propiedades Culturales Importantes por la Ley para la Protección de Propiedades Culturales). El 14 de diciembre de 1931 fueron nombrados 74 estructuras entre watariyagura, mon y murallas como Tesoros Nacionales. En 1950 entró en vigencia la nueva ley y sufrió una reorganización con el renombramiento de todas las estructuras consideradas como Tesoros Nacionales a "Tesoros Nacionales Antiguos", pero en 1951 se deciden nombrar las ocho estructuras mencionadas arriba como "Nuevos Tesoros Nacionales".

### Propiedad Cultural Importante
Las 74 estructuras que recibieron el título de Propiedad Cultural Importante (重要文化財 jūyō bunkazai?) en 1950 (que originalmente recibieron el título de Tesoro Nacional, ahora "Antiguo Tesoro Nacional", el 14 de diciembre de 1931) son los siguientes:
| Yagura - I no watariyagura (イの渡櫓?) - Ro no watariyagura (ロの渡櫓?) - Ha no watariyagura (ハの渡櫓?) - Ni no watariyagura (ニの渡櫓?) - Ho no yagura (ホの櫓?) - He no watariyagura (ヘの渡櫓?) - To no yagura (トの櫓?) - Chi no yagura (チの櫓?) - Ri no ichi-watariyagura (リの一渡櫓?) - Ri no ni-watariyagura (リの二渡櫓?) - Orimawari-yagura (折廻り櫓?) - Ikaku-yagura (井郭櫓?) - Obi no yagura (帯の櫓?) - Taikaku-yagura (帯郭櫓?) - Taiko-yagura (太鼓櫓?) - Ni no yagura (ニの櫓?) - Ro no yagura (ロの櫓?) - Kesshō-yagura (化粧櫓?) - Ka no watariyagura (カの渡櫓?) - Nu no yagura (ヌの櫓?) - Yo no watariyagura (ヨの渡櫓?) - Ru no yagura (ルの櫓?) - Ta no watariyagura (タの渡櫓?) - Wo no yagura (ヲの櫓?) - Re no watariyagura (レの渡櫓?) - Wa no yagura (ワの櫓?) - Ka no yagura (カの櫓?) | Puertas (mon) - Hishi no mon (菱の門?) - I no mon (いの門?) - Ro no mon (ろの門?) - Ha no mon (はの門?) - Ni no mon (にの門?) - He no mon (への門?) - To no ichi-mon (との一門?) - To no ni-mon (との二門?) - To no yo-mon (との四門?) - Chi no mon (ちの門?) - Ri no mon (りの門?) - Nu no mon (ぬの門?) - Mizu no ichi-mon (水の一門?) - Mizu no ni-mon (水の二門?) - Bizen-mon (備前門?) | Muros - To no yo-mon tōhō dōhei (との四門東方土塀?) - To no yo-mon seihō dōhei (との四門西方土塀?) - To no ni-mon tōhō dōhei (との二門東方土塀?) - To no ichi-mon tōhō dōhei (との一門東方土塀?) - He no mon tōhō dōhei (への門東方土塀?) - He no mon seihō dōhei (への門西方土塀?) - Mizu no ichi-mon hoppō tsuijihei (水の一門北方築地塀?) - Mizu no ichi-mon seihō dōhei (水の一門西方土塀?) - Ni no yagura nanpō dōhei (ニの櫓南方土塀?) - Mizu no go-mon nanpō dōhei (水の五門南方土塀?) - I no watariyagura nanpō dōhei (イの渡櫓南方土塀?) - Ni no mon tōhō-jō dōhei (にの門東方上土塀?) - Ni no mon tōhō-ka dōhei (にの門東方下土塀?) - Ro no yagura tōhō dōhei (ロの櫓東方土塀?) - Ro no yagura seihō dōhei (ロの櫓西方土塀?) - Ha no mon tōhō dōhei (はの門東方土塀?) - Ha no mon seihō dōhei (はの門西方土塀?) - Ha no mon nanpō dōhei (はの門南方土塀?) - Ro no mon tōhō dōhei (ロの櫓東方土塀?) - Ro no mon seinanpō dōhei (ロの櫓西方土塀?) - Kesshō-yagura nanpō dōhei (化粧櫓南方土塀?) - Wa no yagura tōhō dōhei (ワの櫓東方土塀?) - Ka no yagura hoppō dōhei (カの櫓北方土塀?) - Hishi no mon seihō dōhei (菱の門西方土塀?) - Hishi no mon nanpō dōhei (菱の門南方土塀?) - Hishi no mon tōhō dōhei (菱の門東方土塀?) - I no mon tōhō dōhei (いの門東方土塀?) - Taiko-yagura nanpō dōhei (太鼓櫓南方土塀?) - Taiko-yagura hoppō dōhei (太鼓櫓北方土塀?) - Taikaku-yagura hoppō dōhei (帯郭櫓北方土塀?) - Ikaku-yagura nanpō dōhei (井郭櫓南方土塀?) - To no yagura nanpō dōhei (トの櫓南方土塀?) |

### Sitio Histórico Especial
El castillo fue designado sitio histórico el 20 de septiembre de 1928 a través de la Ley de Preservación de Sitios Históricos (史蹟名勝天然紀念物保存法 shisekimei shōtenkinenbutsu hozonhō?) de 1919. Posteriormente fue designado como "Sitio Histórico Especial" el 26 de noviembre de 1956 a través de la Ley para la Protección de Propiedades Culturales de 1950.

## Leyendas y costumbres
- Osakabe-myōjin (刑部明神 o 長壁明神?): Es la deidad guardiana del castillo y ujigami del clan Osakabe. Se le rinde tributo en el último piso del Daitenshu.
- El yōkai exterminado por Miyamoto Musashi: Durante su juventud, Musashi fue un ashigaru al servicio de Kinoshita Iesada y estuvo en ese entonces en el castillo. Una noche se le ordenó que fuese a la torre principal a exterminar con un yōkai que estaba habitando en la torre principal. Musashi logró espantarlo mostrándole la luz. Luego, desde el último piso de la torre, se mostró una aparición de Osakabe-myōjin como una princesa y le otorgó una espada.

## Castillos hermanados
Desde 1989 tiene un acuerdo de hermanamiento con el castillo de Chantilly, ubicado en Chantilly, Francia. Este château fue construido en el Renacimiento y es sede del Musée Condé, una de las galerías más sobresalientes de Francia, tras el Museo de Louvre.

## Medios

### Novelas
- Kuroda Yoshitaka (黒田如水?) de Eiji Yoshikawa. Uno de los volúmenes de la serie Yoshikawa Eiji Rekishi Jidai Bunko (吉川英治文庫?) habla de la juventud de Kuroda Yoshitaka, cuando este era la mano derecha de Toyotomi Hideyoshi y sobre su nombramiento como señor del castillo.
- Miyamoto Musashi (宮本武蔵?) de Eiji Yoshikawa. Otro volumen del Yoshikawa Eiji Rekishi Jidai Bunko. Se comenta en el episodio cuando un joven samurái llamado Shinmen Takezō recibe consejos del monje budista Takuan Sōhō, permanece confinado en el castillo por tres años y en ese lugar escribiría libros de estrategias. Luego Ikeda Terumasa le daría el nombre de Miyamoto Musashi.
- Tenshu Monogatari (天守物語?) de Kyōka Izumi. Escrito en 1917, relata una historia ficticia de un trágico romance entre la princesa del castillo y un joven guerrero samurái.

### Medios visuales
La comisión de películas local promociona el lugar, por lo que una gran cantidad de películas y doramas utilizan el castillo como localización.
Filmes históricos
Tanto el estudio Tōei Kyoto Studio como el Shochiku Kyoto Studio Co., Ltd. están cerca del lugar, por lo que junto con el castillo Hikone frecuentemente se graban distintos Jidaigeki o representaciones históricas utilizando estos castillos como locaciones. Frecuentemente el castillo se utiliza para sustituir el Castillo Edo en dichas obras, por ejemplo el programa de televisión de TV Asahi Abarenbō Shōgun (暴れん坊将軍?), el dorama Mitokōmon (水戸黄門?) y el dorama de FujiTV Ōoku (大奥?).
James Bond
En la película de James Bond You Only Live Twice (Solo se vive dos veces el castillo juega el papel de la escuela ninja secreta del «Tigre» Tanaka. durante una de las escenas donde los personajes avientan shurikens desde el muro del castillo, este fue dañado, lo que ocasionó que hasta el día de hoy se niege el permiso para utilizar el castillo como localización a estudios extranjeros.
Shōgun
En la miniserie de 1980 Shōgun, protagonizada por Richard Chamberlain, el castillo aparece representando al castillo Osaka. En la historia de James Clavell, el castillo es escenario de conflictos políticos, ataques ninja, del creciente romance entre Anjin San y Mariko San y testigo de la muerte de la misma Mariko y de Ishido.
En la ficción es el castillo del señor feudal Ishido, en la miniserie televisada del " best seller" de James Clavell: SHOGUN. En la historia de esta miniserie, se sitúa al castillo en Osaka y es aquí donde el señor Ishido pretende mantener cautivo a su rival Toránaga samma, señor de las 8 Provincias y competidor de Ishido hacia el shogunato.

## Festividades
Anualmente son dedicados dos días especialmente para el castillo Himeji:
- El Festival Kanokai (primer domingo de abril), que se celebra el hanami o contemplación de los cerezos en flor.
- La Fiesta del Castillo Himeji (姫路お城祭り Himeji Oshiro-matsuri?) (10 primeros días de agosto) En la plaza del San-no-maru se lleva a cabo una representación de una derivación del teatro Nō conocida como Takigi Nō (薪能?), además de que se realiza un desfile de la Reina del castillo.

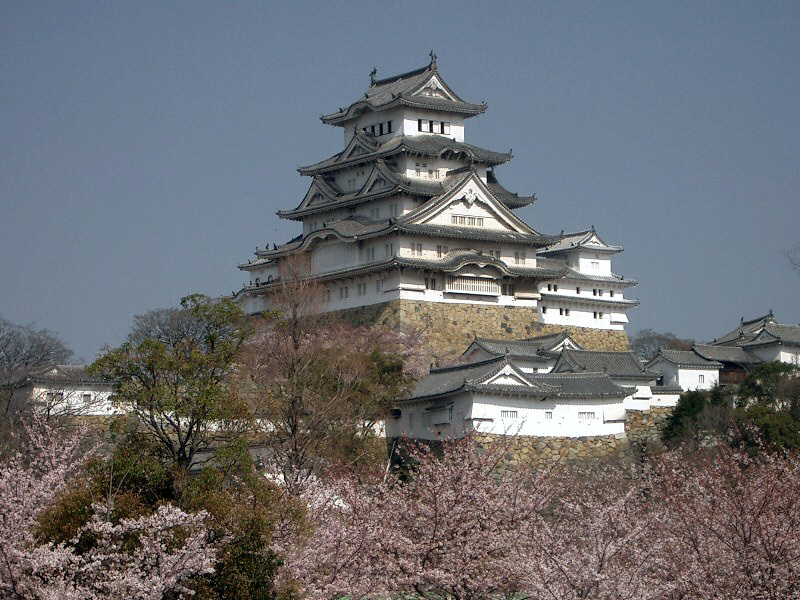
Vista del castillo durante la época del florecimiento del sakura.
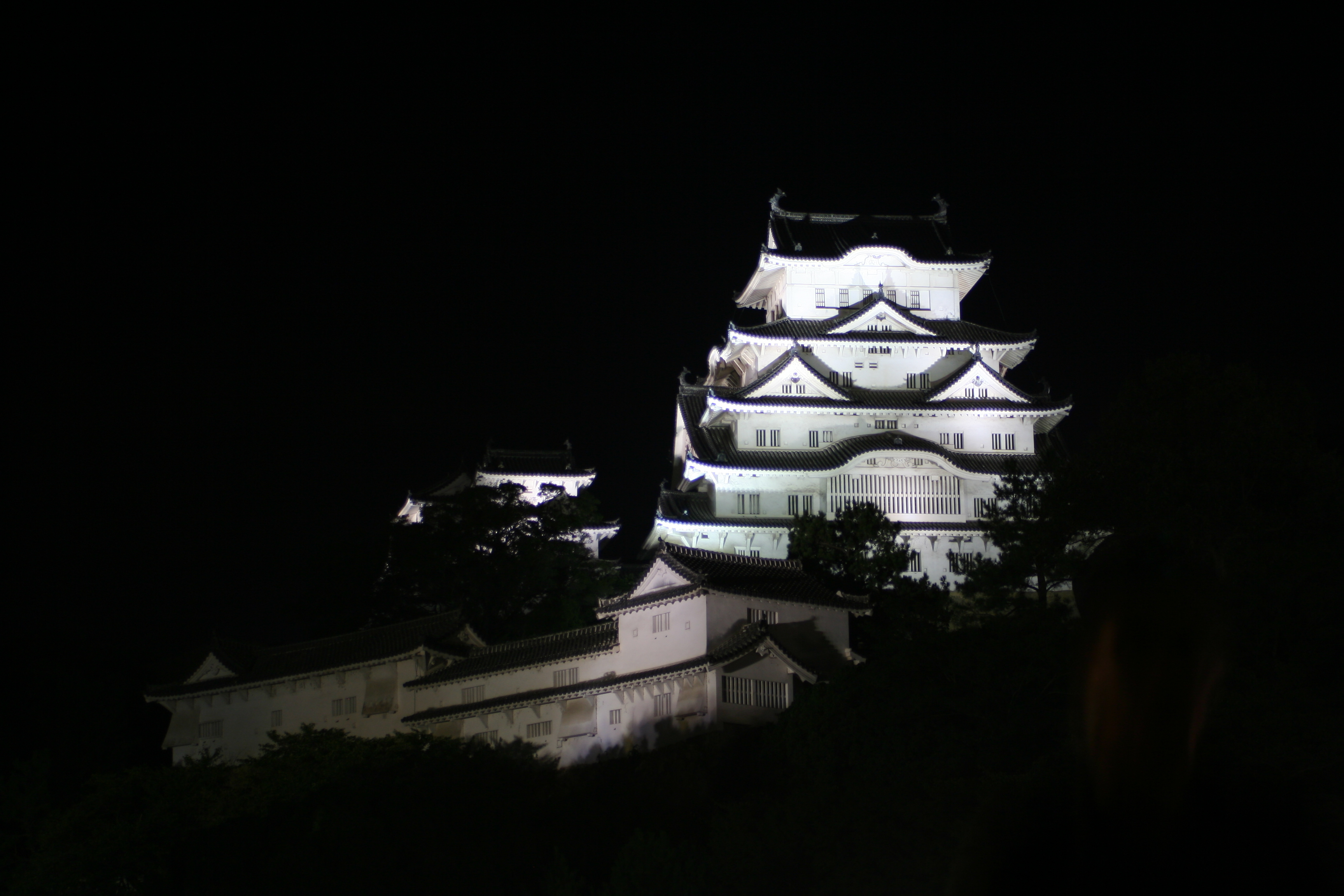
Iluminación nocturna del castillo.
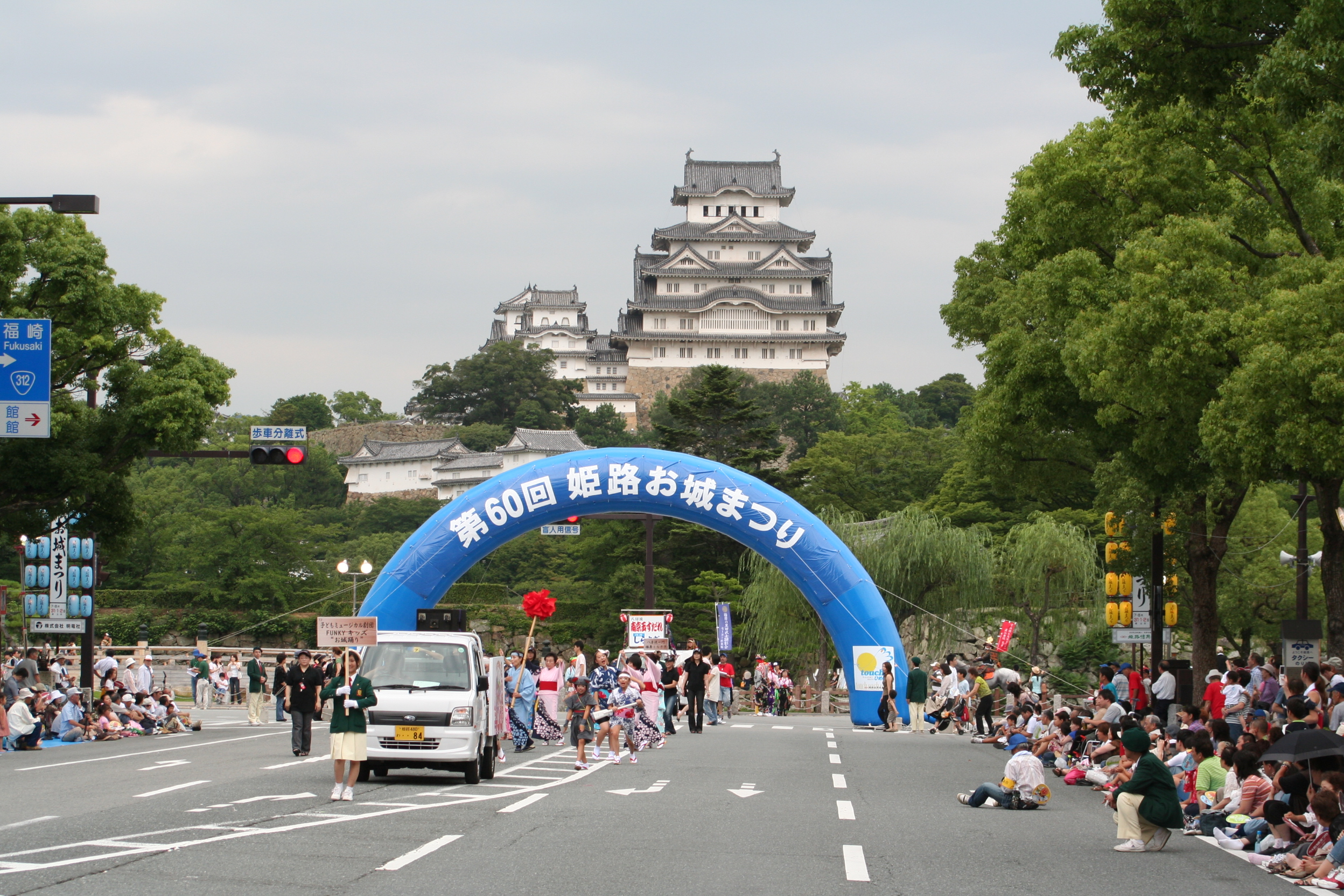
Himeji Oshiro-matsuri.
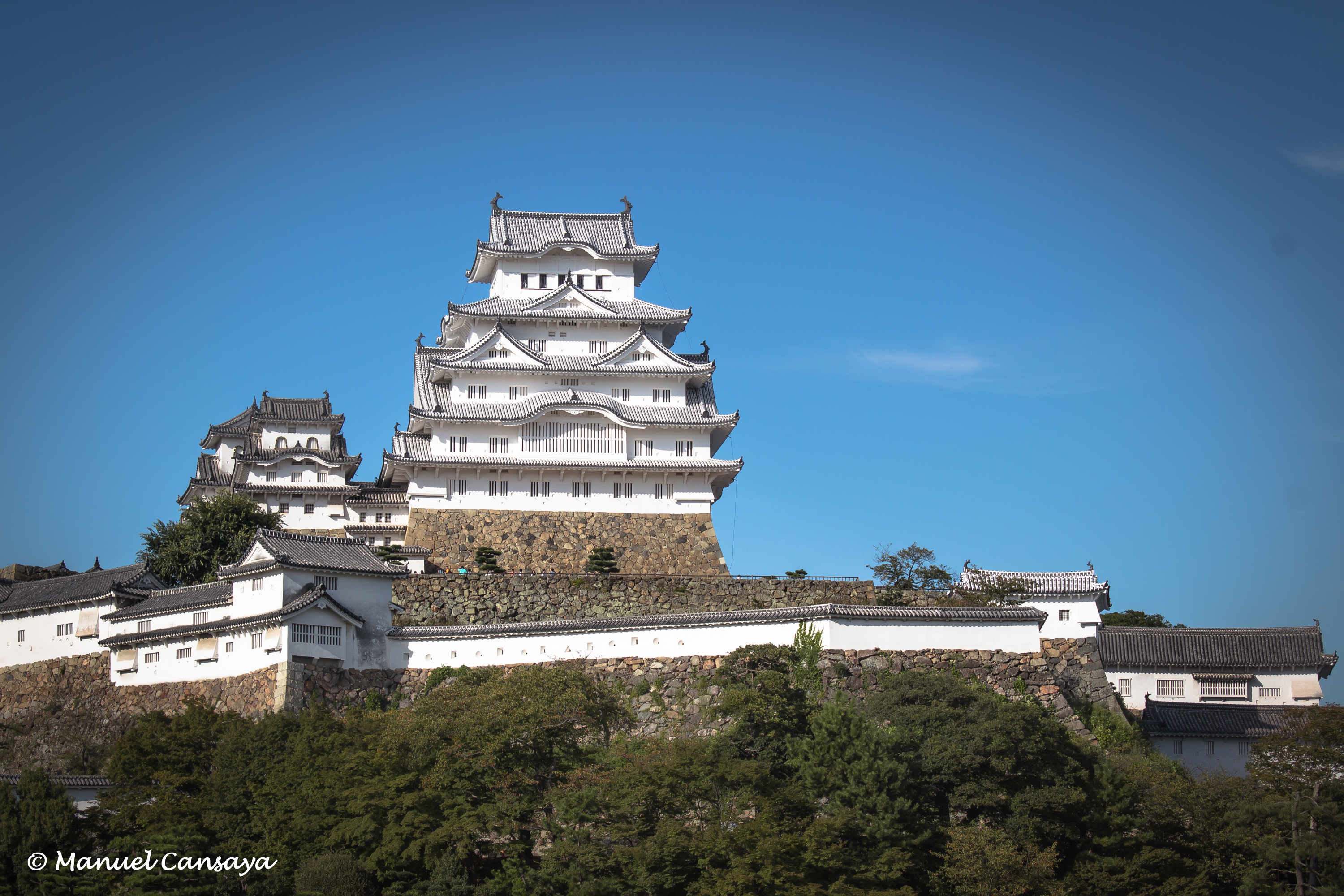
姫路城 Himeji-jō 1.
姫路城 Himeji-jō 2.
姫路城 Himeji-jō 3.
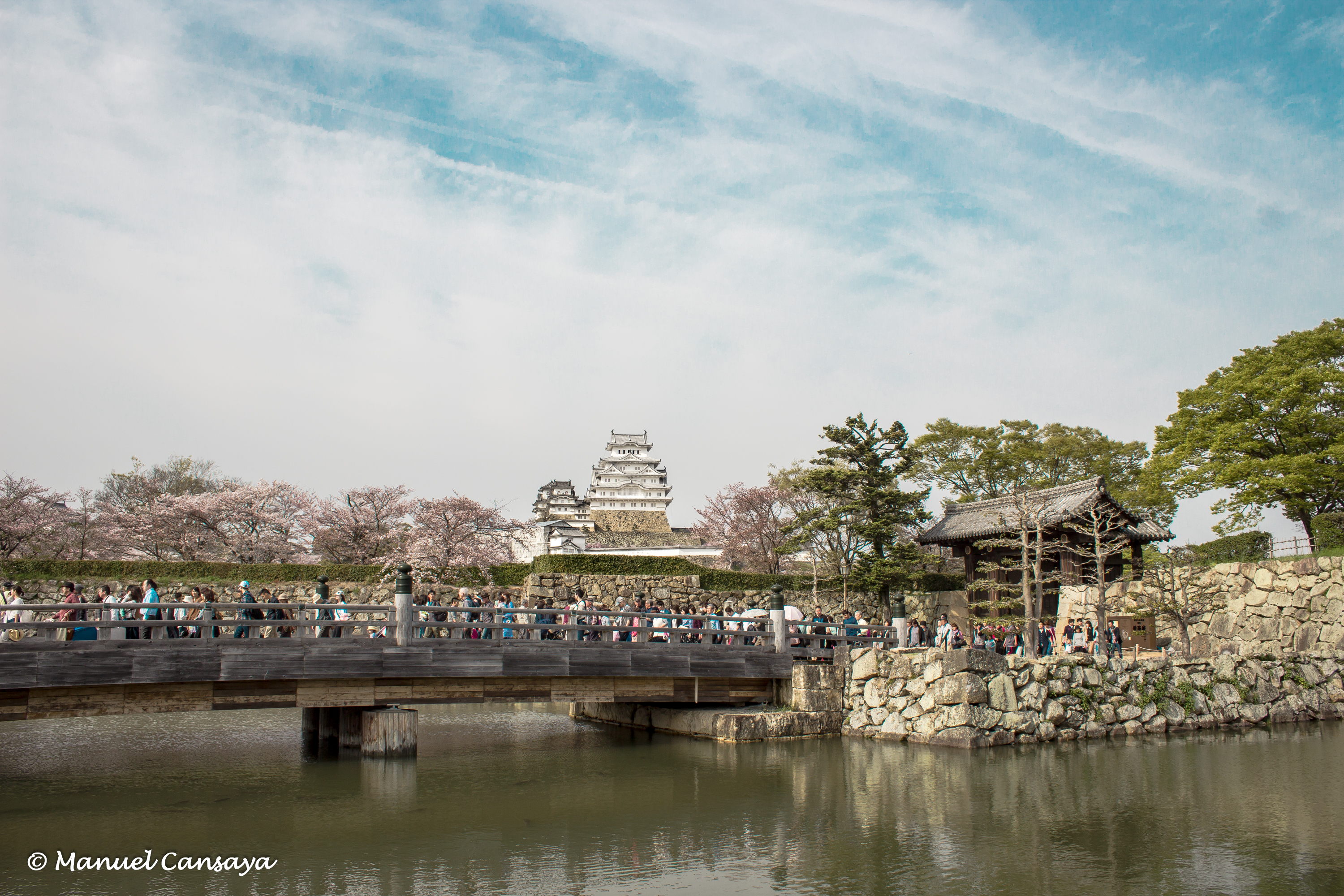
姫路城 Himeji-jō 4.

## Facilidades culturales y atracciones turísticas

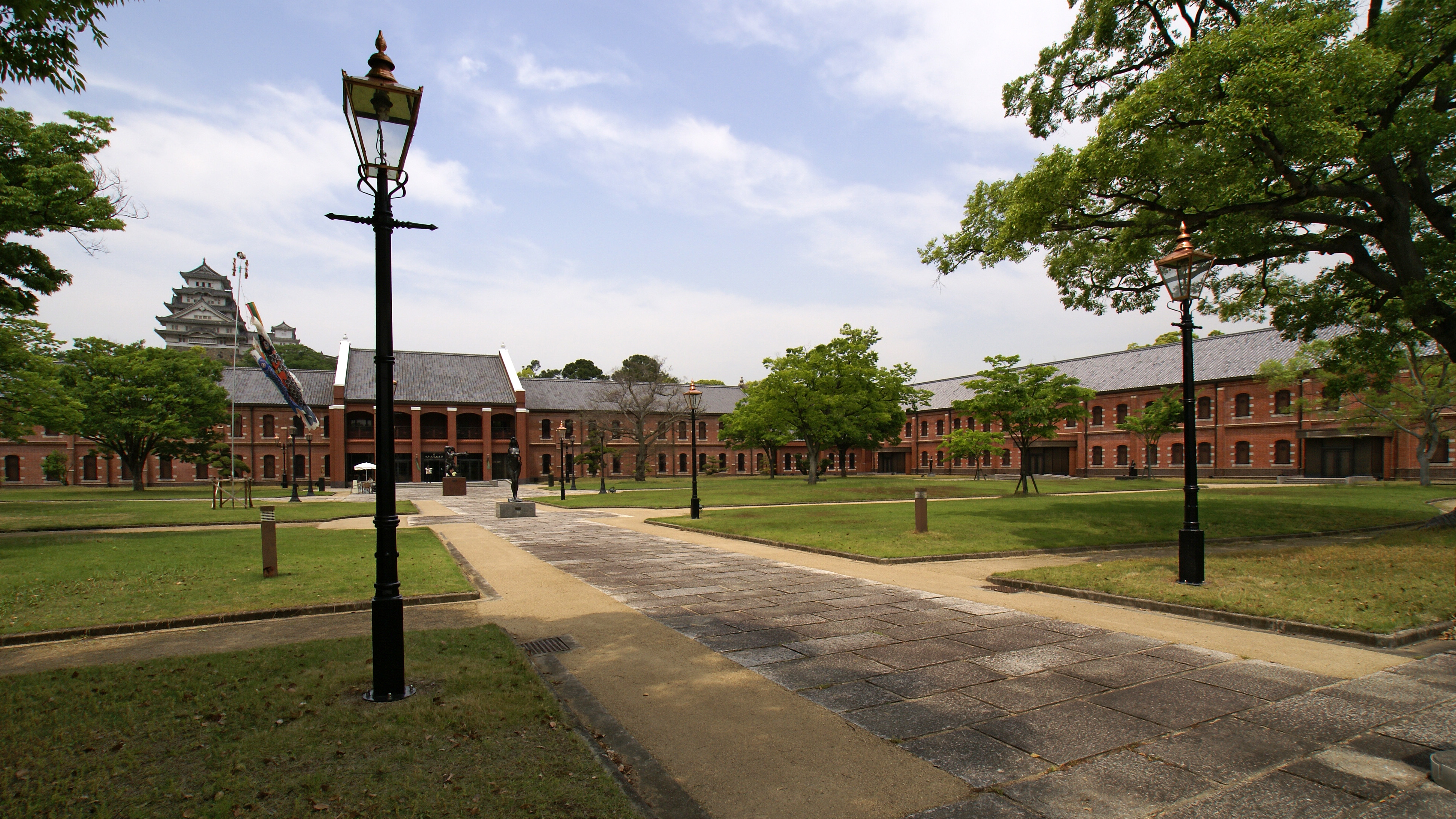
Museo de arte de la ciudad de Himeji.

Cerca del castillo se encuentran diversas instalaciones culturales y atracciones turísticas, dentro de las que destacan:
- Museo de historia de la Prefectura de Hyōgo (兵庫県立歴史博物館?)
- Museo de arte de la ciudad de Himeji (姫路市立美術館?)
- Centro de investigación de los castillos de Japón (日本城郭研究センター?)
- Zoológico de la ciudad de Himeji (姫路市立動物園?)

### En japonés
- 橋本政次 『姫路城史』（上巻、中巻、下巻） 姫路城史刊行会、1953年（臨川書店、1994年復刻 ISBN 4-653-02795-1）
- 橋本政次 『姫路城の話』 社団法人姫路観光協会、1993年、ISBN 4-87521-049-3
- 『姫路城―世界に誇る白亜の天守』 学習研究社〈「歴史群像」名城シリーズ 〉、1996年（2000年新装版、ISBN 4-05-401201-9）
- NHKプロジェクトX制作班編 『プロジェクトX 挑戦者たち(11) 新たなる伝説、世界へ』 NHK出版、2002年、ISBN 4-14-080679-6
- 歴史群像シリーズ「よみがえる日本の城」第4巻、学習研究社、2004年 ISBN 4-05-603442-7

### En inglés
- Controling: Webster's Quotations, Facts and Phrases. Autor: Controling: Webster's Quotations, Facts and Phrases, 2008. ISBN 0-546-67260-4.